# 火災
火災（かさい）は、火による災害。消防統計上は「人の意図に反して発生拡大、または、放火により発生して消火の必要がある燃焼現象であって、これを消火するために消火施設又はこれと同程度の効果のあるものの利用を必要とするもの、又は人の意図に反して発生し、若しくは拡大した爆発現象」と定義される。

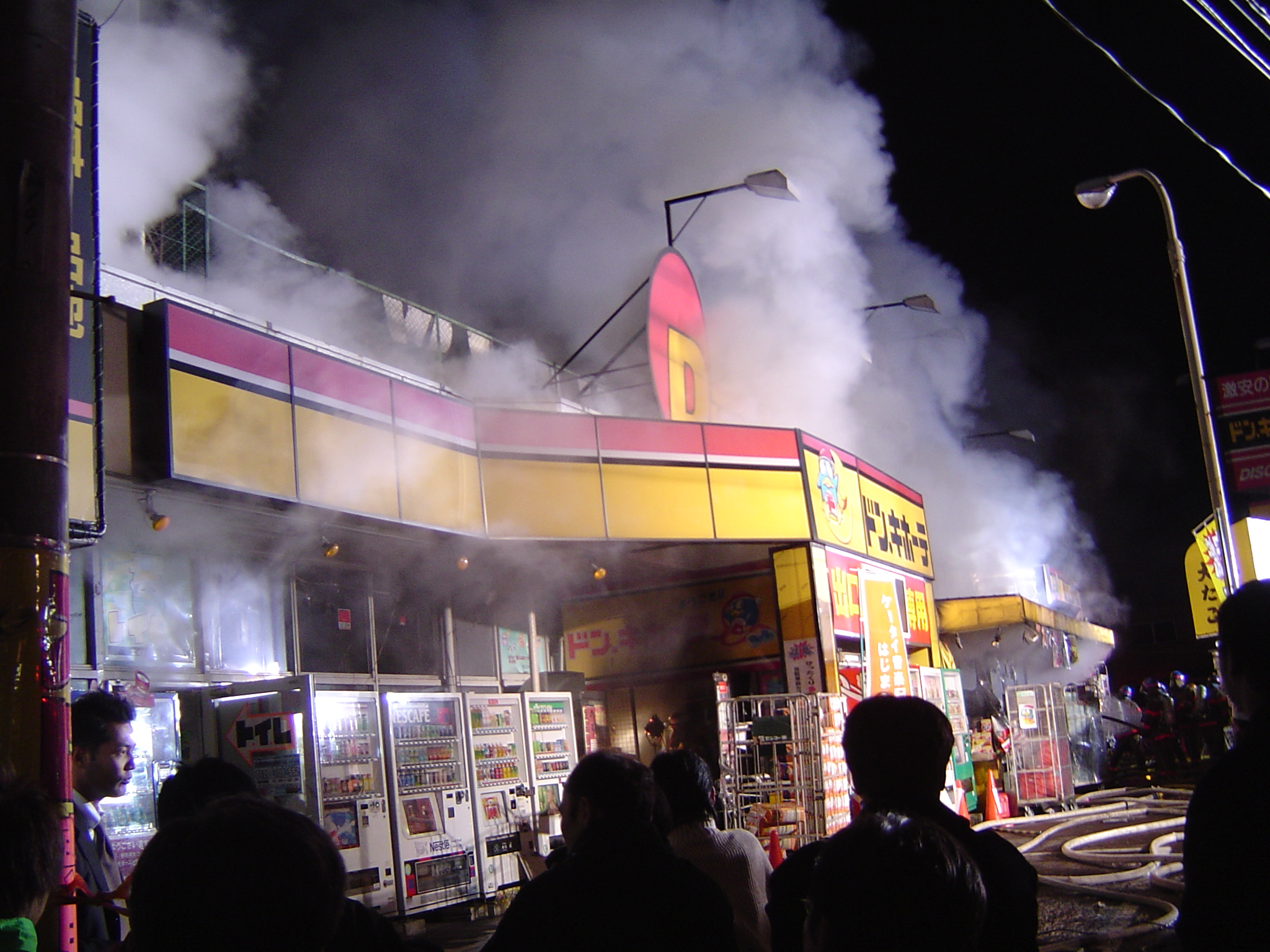
建物火事（日本・ディスカウント店 ドン・キホーテへの放火、→ドン・キホーテ放火事件、埼玉県さいたま市、2004年）

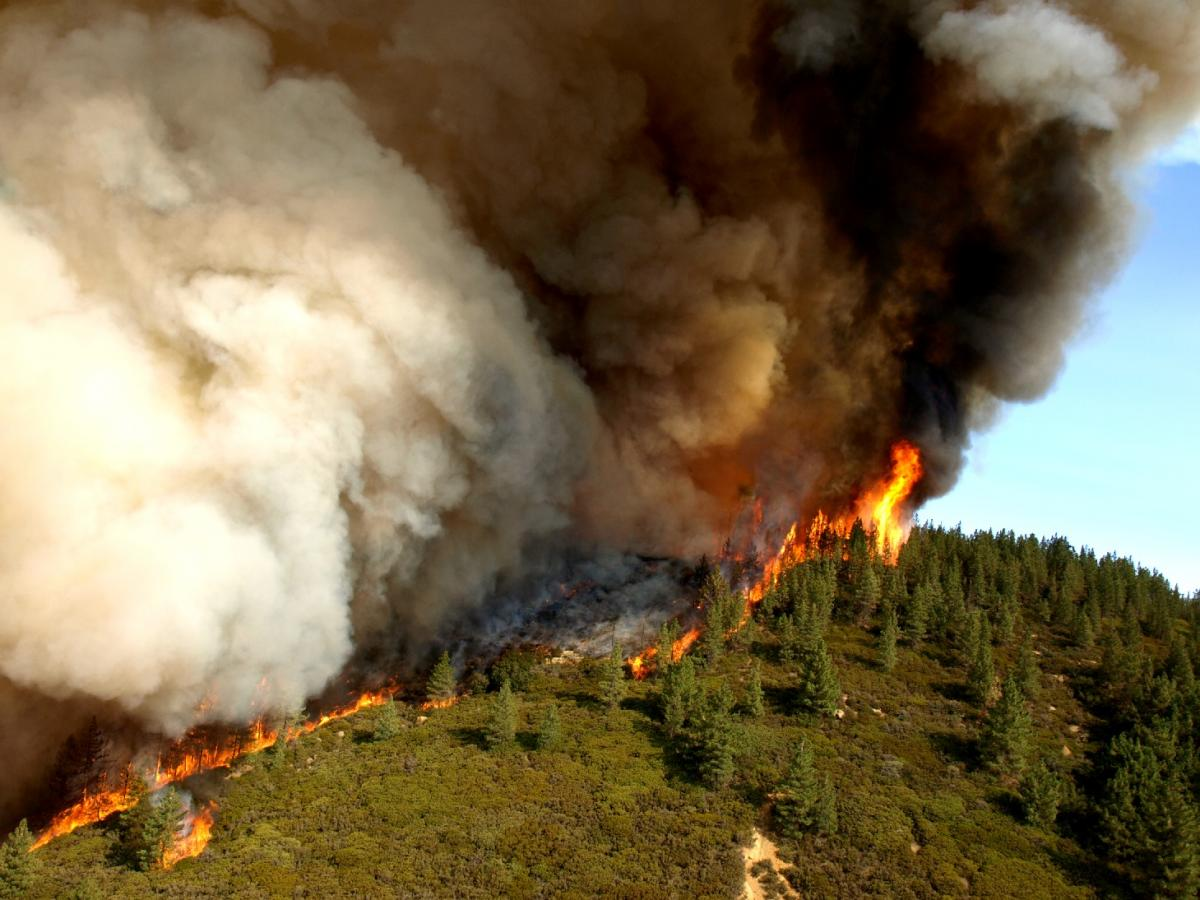
山火事（ザカ火災、米国 カリフォルニア州 サン・ラファエル山脈、2007年）

火事（かじ）と呼ばれることもあるが、火災と火事は区別される。また、火難（かなん）などともいわれ、小規模な内に消し止められたものは小火（ぼや）、焼失面積が大きく被害が甚大なものは大火（たいか）ともいう。被害は有形財産の焼失はもとより、消火の際に水等に濡れて汚損されて損失となる場合や、怪我人や死者がでることも頻繁にある。山林で起こる林野火災のことを特に山火事という。

## 概説

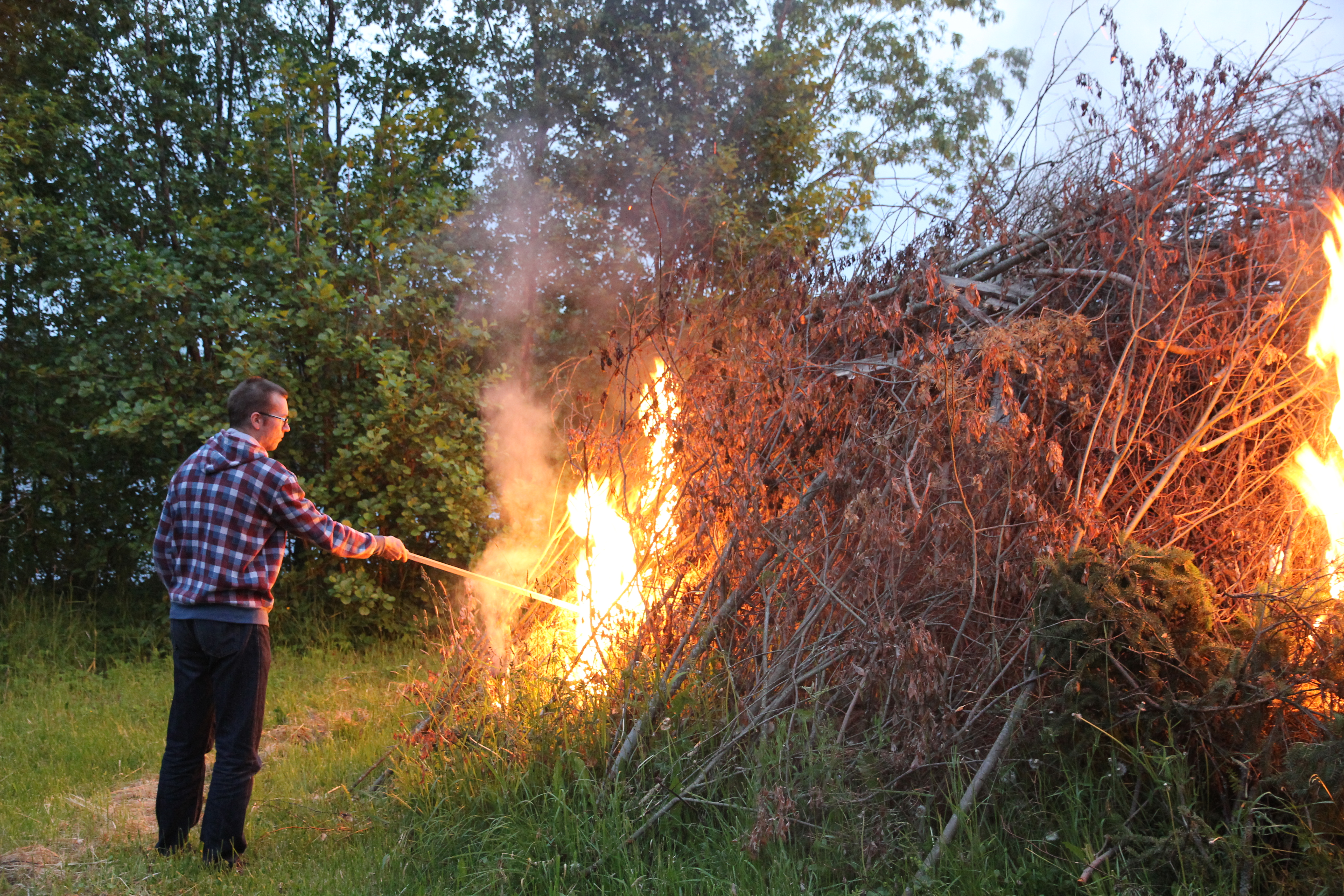
伐採した枝などを集めて火をつけている男性

火災の多くはタバコの不始末、焚き火などの火の使用、そして放火などの人為的な理由で起こる(#火災原因)。落雷や火山の噴火、乾燥した自然林が倒れる等の自然現象を原因とする場合もある。これらの火災の結果は、火災層として地層に残る場合があり、歴史を知る証拠となる。
小規模な火災のうちに消し止められた場合は「小火」（ぼや）と呼ばれることが多く、この他に被害程度によって「半焼」（はんしょう）や「全焼」（ぜんしょう）と区別されることがある。これに対して街区全体が被害を受けるような大規模な火災では「大火」（たいか）と呼ばれる。
住宅火災などの場合は、消防隊の他に被害の拡大を防ぐため、ガス会社・電力会社・水道会社などに連絡して各社が遮断作業を行うよう手配する。

### 火災の3要素
日本の消防庁では「火災報告取扱要領」において、次の3つの要素を満たすものを火災としている。
- 人の意思に反して発生（放火も含む）。
- 消火の必要がある燃焼現象である[注 2]。
- 消火施設の利用を必要とする。

ただし、人の意図に反して発生（若しくは拡大）した爆発現象の場合は、2および3の有無にかかわらず火災とする。
また、火災となるには燃焼反応が継続する必要がある。

## 種類

### 被災物による一般的な分類
| 建物火災     | 建物やその内部の収容物が燃損した火災                                                                              |
| 林野火災     | 森林、原野又は牧野が燃損した火災した火災                                                                          |
| 車両火災     | 自動車車両や鉄道車両などとその積載物が焼損した火災                                                                |
| 船舶火災     | 船舶やその積載物が燃損した火災                                                                                    |
| 航空機火災   | 航空機やその積載物が燃損した火災                                                                                  |
| その他の火災 | 以上に分類されない火災。 空き地、田畑、道路、河川敷、ごみ集積場、屋外物品集積場、航空機やその積載物が燃損した火災 |

- 家屋火災
- 森林火災
- 車両火災
- 船舶火災
- 航空機火災
- 道路脇での野焼き
- 燃やされているゴミ

### 日本の消防法による分類

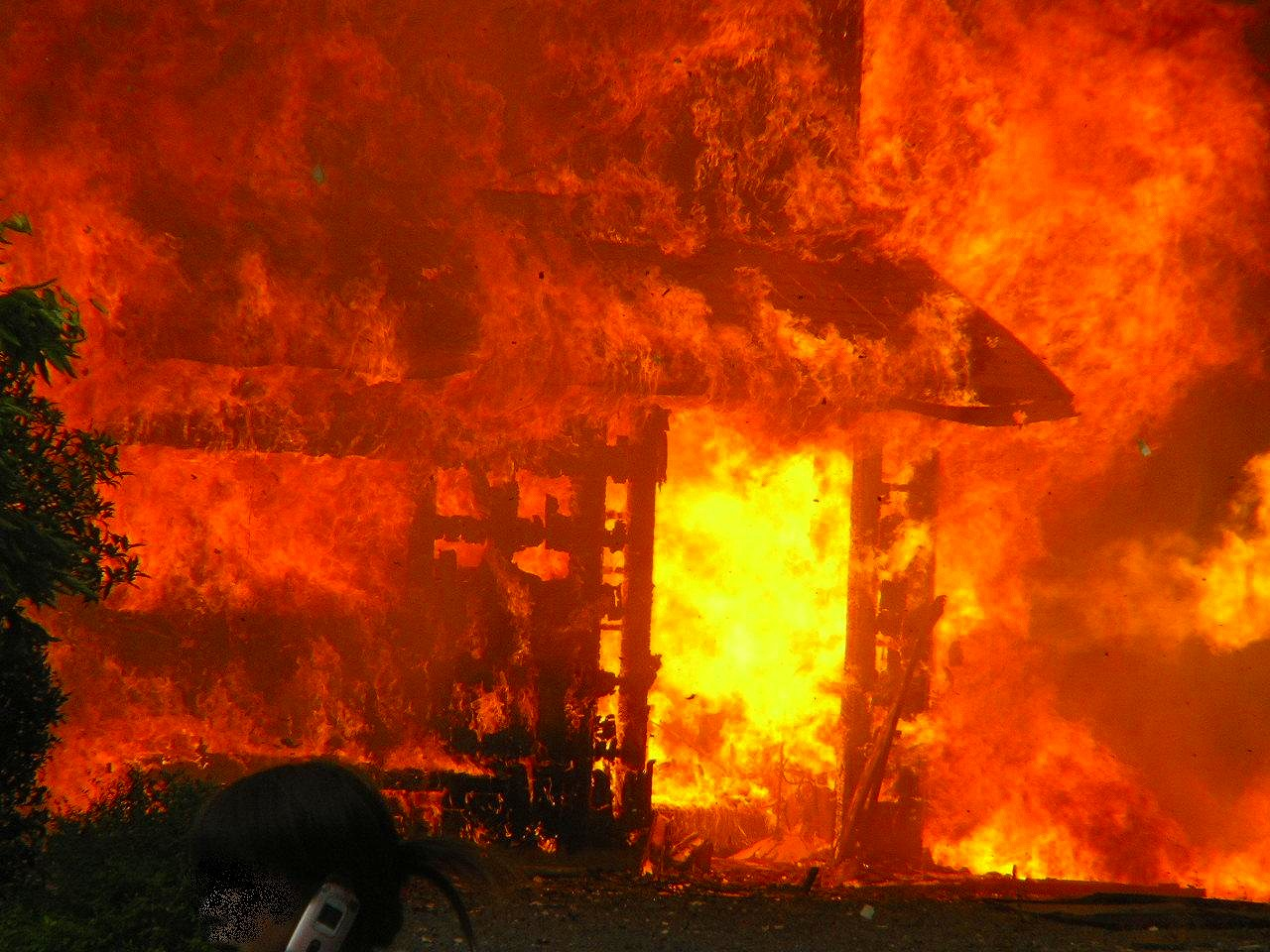
家屋火災でプロパンガスが爆発した瞬間（右横に炎が噴出）

| A火災（普通火災） | 木材、紙などの一般可燃物で、普通住宅やビルなどの内部火災。   |
| B火災（油火災）   | ガソリンなどの石油類、食用油、可燃性液体、樹脂類などの火災。 |
| C火災（電気火災） | 電気室や発電機からの出火で、感電の危険性がある火災。         |
| D火災（金属火災） | マグネシウム、カリウム、ナトリウムなどで引き起こされる火災。 |
| ガス火災          | 都市ガス、プロパンガスなどの可燃性ガスでの火災。             |

## 損害

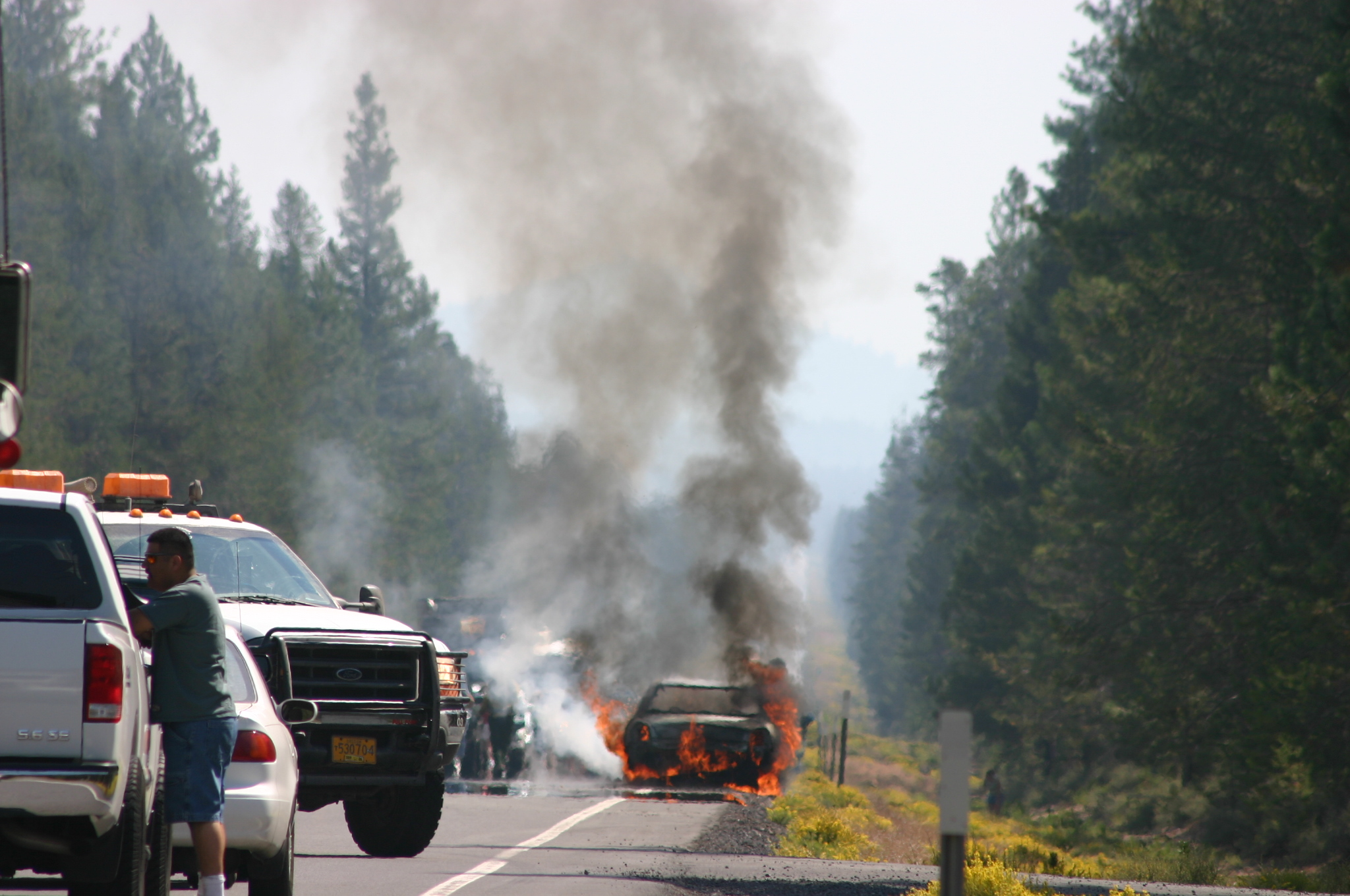
燃える車

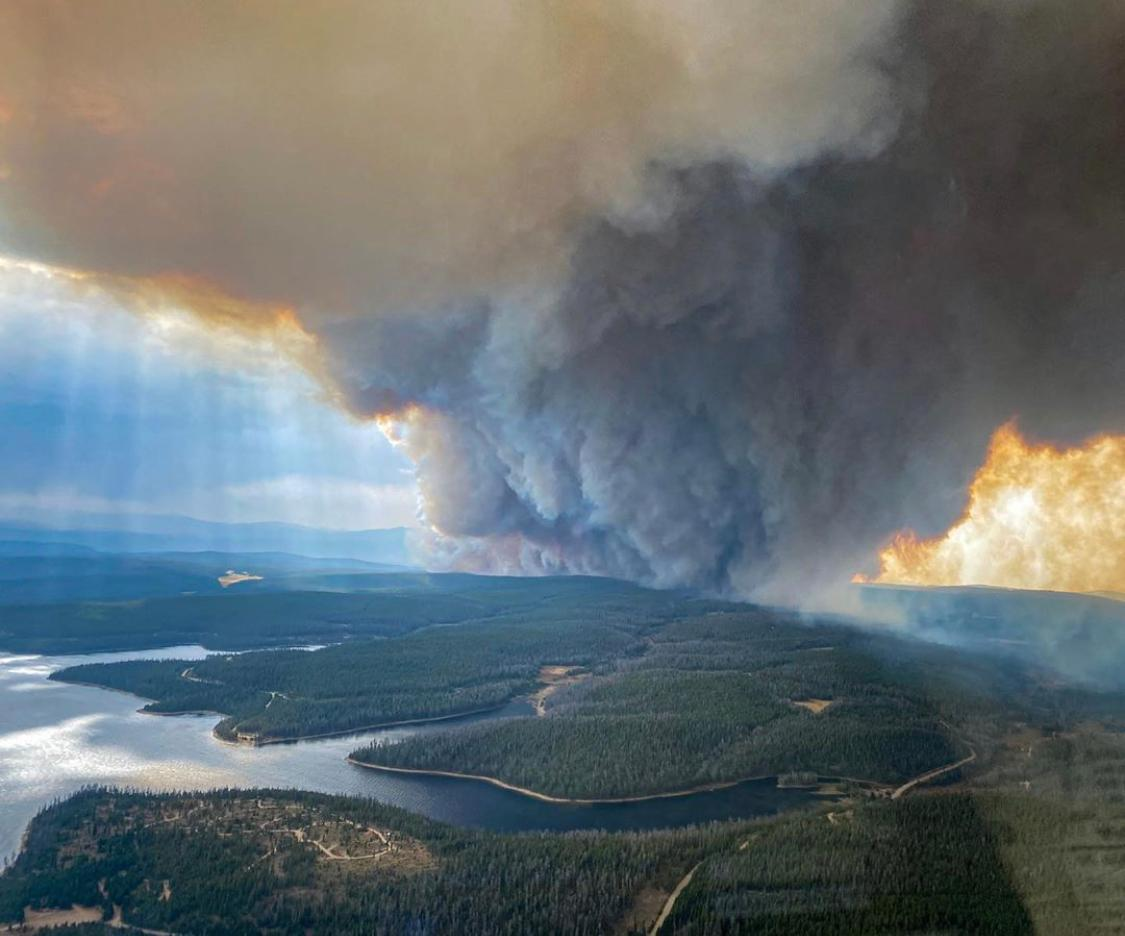
猛烈な煙

### 物的損害

#### 火災損害
火災損害とは火災による直接的な損害をいい、消火のための経費、焼跡整理費、り災のための休業による損失等の間接的な損害を除いたものをいう。
| 焼き損害 | 火災によって焼けた物や熱によって破損した物などの物的損害 |
| 消火損害 | 火災時の消火活動で受けた水損、破乱、汚損などの物的損害   |
| 爆発損害 | 爆発現象の破壊作用で発生した焼き損害や消火損害以外の損害 |

#### 焼損の程度
焼損の程度は以下のようにに分けられる。
| 全焼   | 焼き損害額が火災前の建物評価額の70%以上または残存部分のみでは補修しても再使用できない状態 |
| 半焼   | 焼き損害額が火災前の建物評価額の20%以上で全焼に至らない状態 |
| 部分焼 | 焼き損害額が火災前の建物評価額の20%未満でぼやに至らない状態 |
| ぼや   | 焼き損害額が火災前の建物評価額の10%未満でかつ焼損床面積が1平方メートル未満、または焼き損害額が火災前の建物評価額の10%未満で焼損表面積が1平方メートル未満、または収容物のみ焼損した状態をいう |

#### 消火時の放水による損害

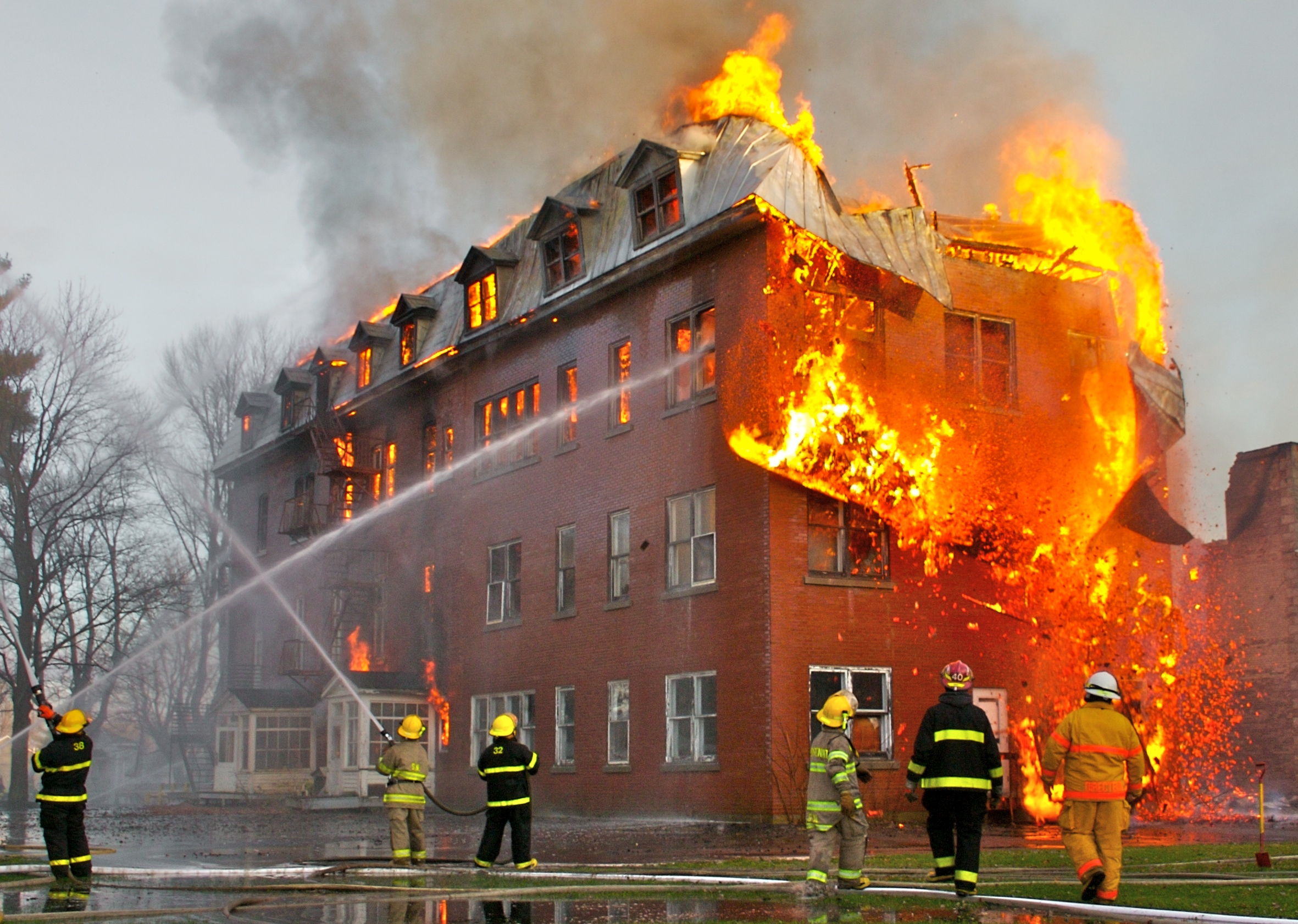
消防による放水

火事による損害は、火炎だけでなく放水での水濡れによるものがある。高圧で噴射される大量の水は、屋内の家財のみならず家そのものを破損しうる。
火災保険において、放水による損害がどのように扱われるかは契約内容によるが、一般的にはカバーされている。

### 人的損害
火災はばい煙を発生させ、周囲の空気を汚染し、呼吸困難を引き起こす。

## 対策

### 予防

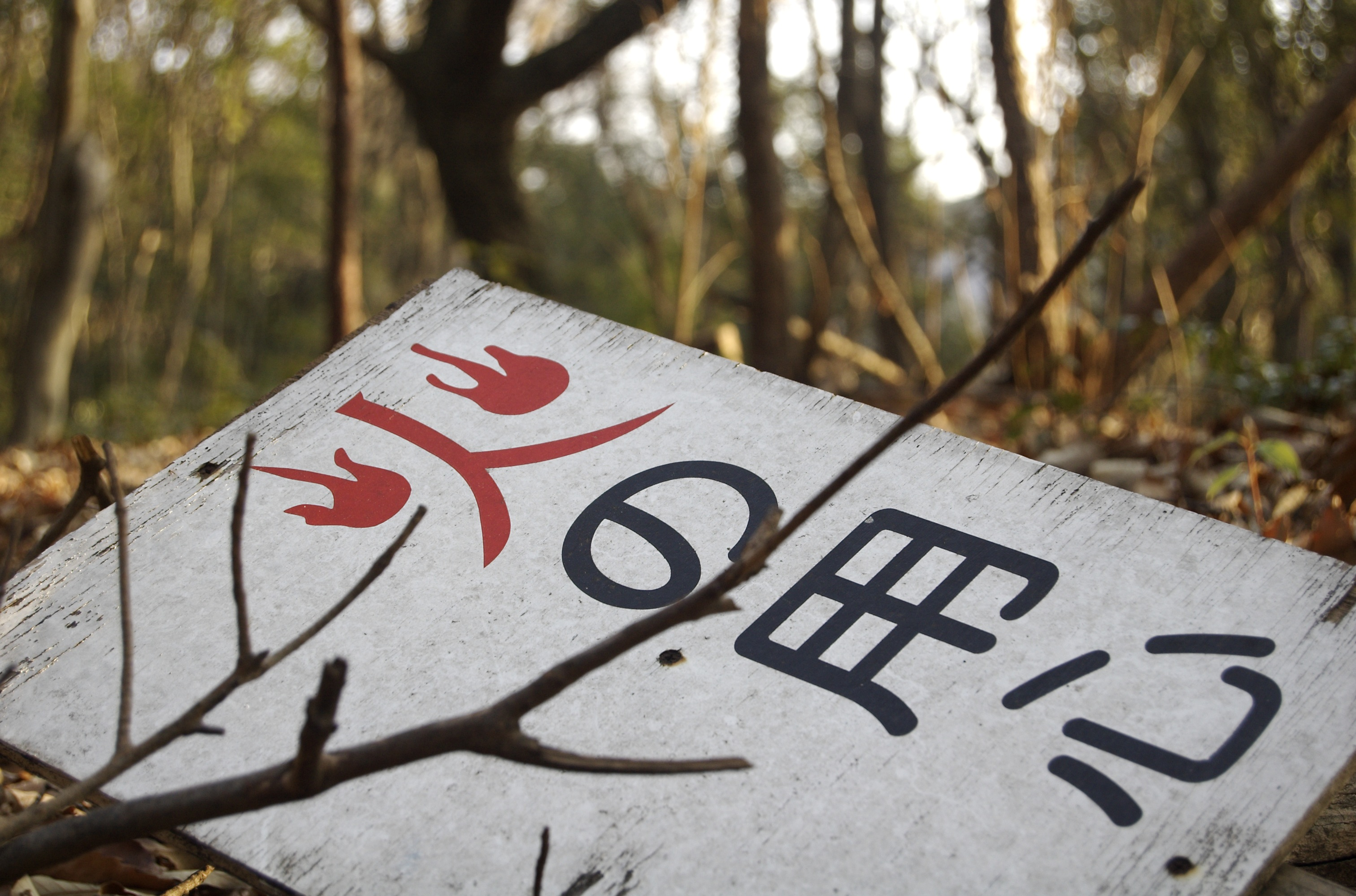
火の用心

- そもそも火を使わない[注 3]
- 火を扱う場合でも、炎から目を離さない
- 十分な消火設備を用意しておく

また、避難経路の確保も重要である。避難経路や非常口には物を置かず幅を広めにとり、視界も確保する。他に配慮する点としては身体的弱者、例えば高齢者や子供は逃げやすい場所を寝室にする、火災警報機や防火戸を設置することなどがある。避難経路、道具については実際の使い勝手を確かめることが肝要である。また、後述のように死因は煙を吸うことによる一酸化中毒が大半を占めるため、それに配慮した避難経路や道具の設置場所かを考える必要がある。
その他、総務省消防庁は、住宅防火対策の推進について、平成26年版消防白書の中で以下のとおり必要性を訴えている。
- 2006年の住宅用火災警報器設置義務化から、まもなく10年を迎え、既設住宅用火災警報器の機能劣化が懸念されることから、老朽化した住宅用火災警報器の取替えを推進するとともに、未設置世帯に対する普及促進を図っていく必要がある。
- 着火物が寝具類や衣類の場合に住宅火災死者が多く発生していることから、防炎品の普及促進を推進していく必要がある。

### 発生時

#### 最初にすること

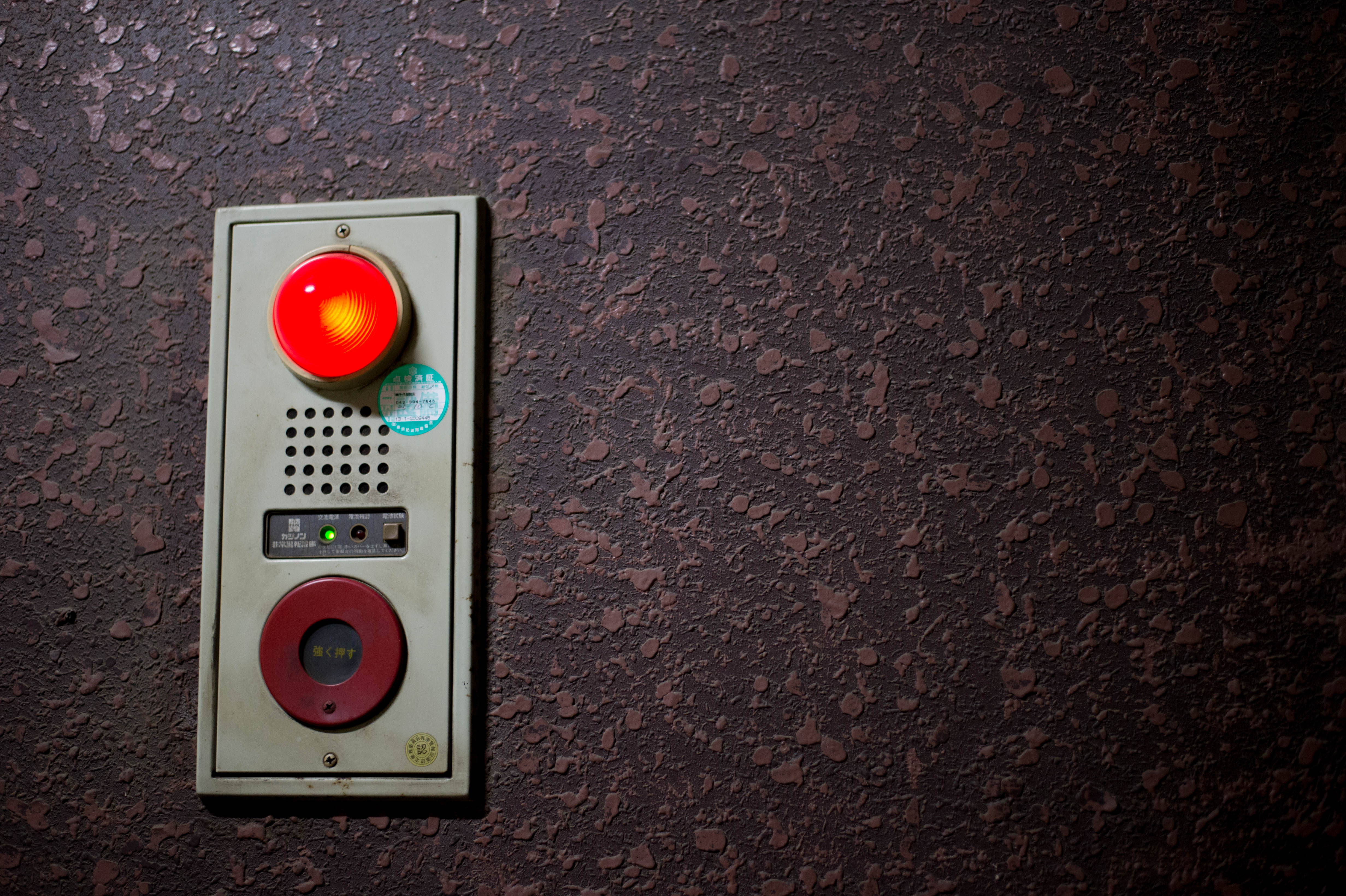
非常警報装置

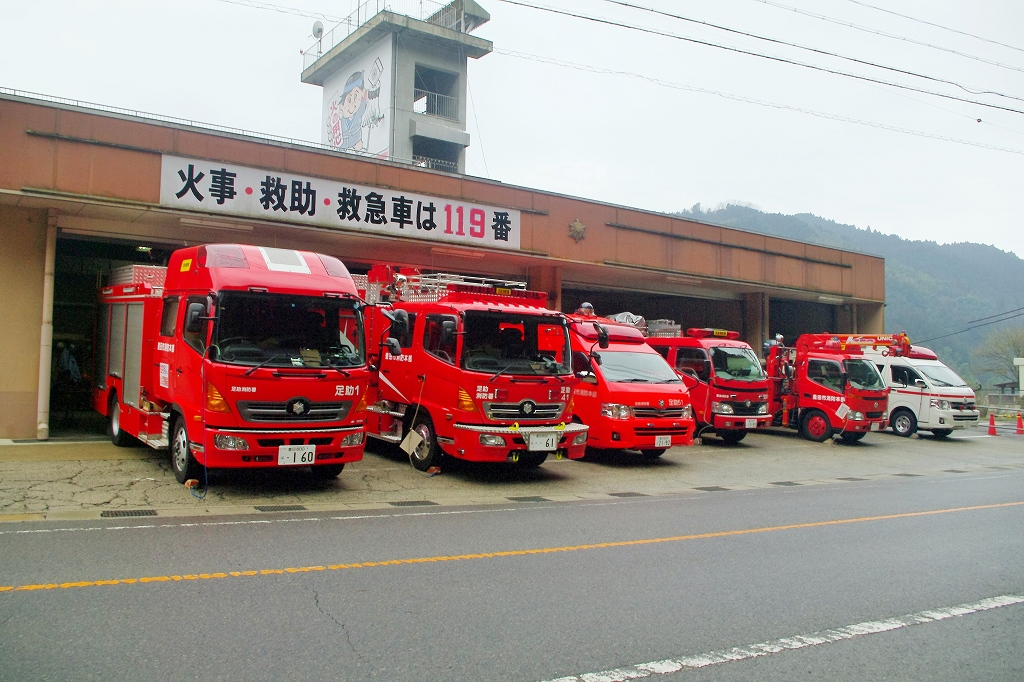
消防署

- 後述する以下の行動対応の際も含め、可能な限り大声で「火事だー」と叫び周りの人に知らせる。声が出ないときは、鍋や釜を叩くなどして大きな音を出す。
- 自動火災報知設備が設置されている場合は、発信機のボタンを押し、地区音響設備（非常ベル）を鳴動させる。
- 119番に電話し、火災の発生、住所や目印、燃えているものや逃げ遅れの有無を通報する。
- 初期消火を試みる。消火器などを使い、なるべく火の根元を掃くように放出する。ただし、目線の高さ(目安は150cm)を超えていたり天井に火が燃え移った時点で消火を中断し、すぐ逃げること。
- 排煙設備を作動させ、排煙窓を開放する。
- 開けられる外部の窓を可能な限り開ける。（※廊下側などの内部の窓は避難経路への煙や一酸化炭素流入の原因となる為、開けてはならない。閉鎖室内での火災の場合は他に誰もいないことを確認し、窓をやドアを可能な限り閉め、内部を窒息させる）

#### 避難方法

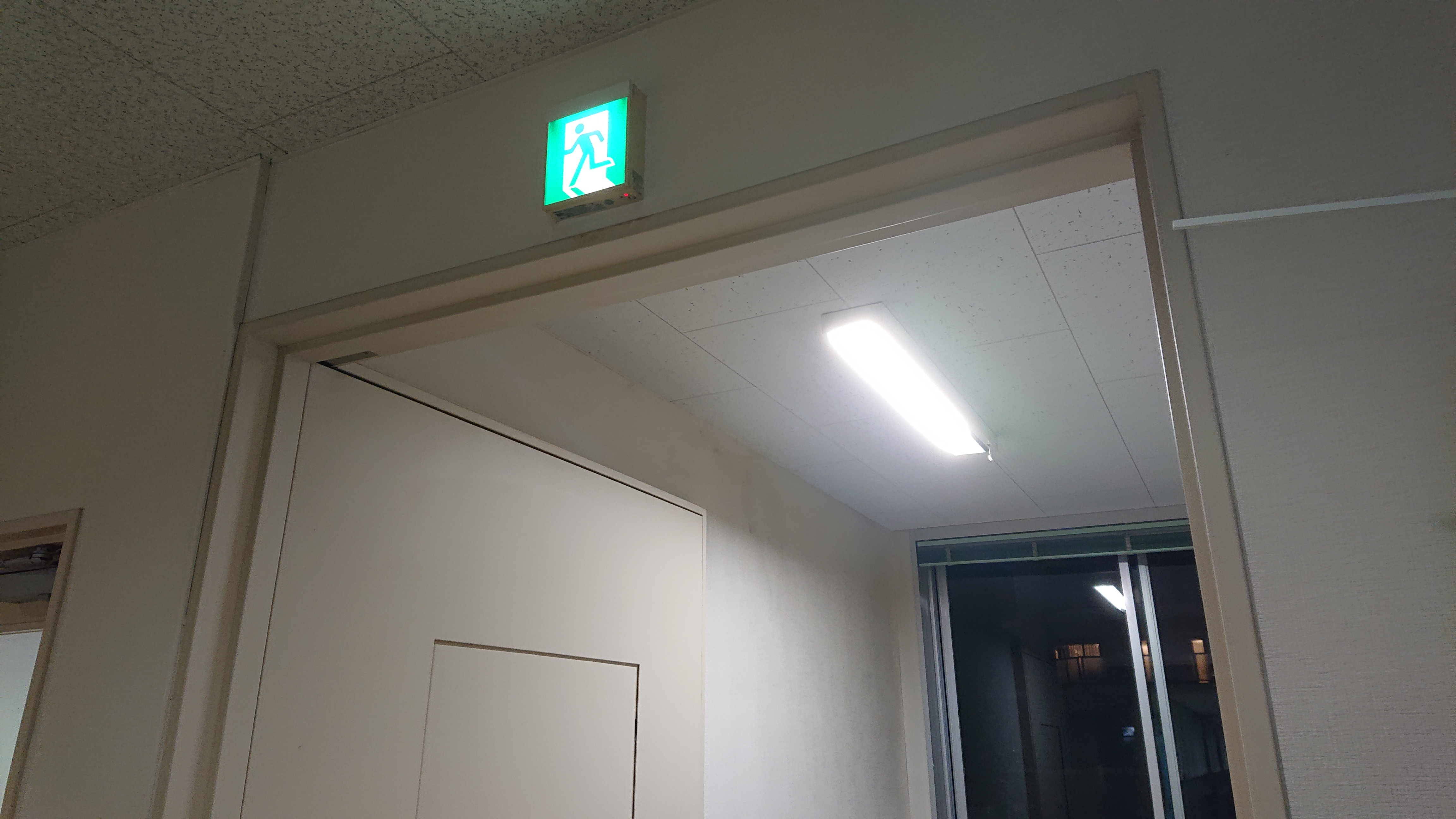
非常口

- 逃げ遅れがもっとも危険であるため、貴重品は諦める。服装や持ち物にこだわらず、少しでも早く避難すること。
- 避難する時はお年寄り、子供などを優先すること。
- 避難経路が分からない場合や、慣れている避難口が使用不能の場合は、勘に頼らず、通路誘導灯（白色）及び避難口誘導灯（緑色）に従って避難すること。（停電した場合でも停電してから20分間は点灯している）
- 火災の死者の大半は、火傷ではなく一酸化炭素中毒であるため、姿勢を低くして煙を吸い込まないようにすることを第一とすること。
- 煙は下ではなく上で向かうため、上階ではなく下階へ、屋内ではなく屋外へと逃げること。
- 延焼を少しでも遅らせるため、部屋のドアや窓を閉めてゆくこと。
- 炎の中を通らなければならないときは、頭から水をかぶったり、濡れたシーツなどで体を包みながら躊躇せず一気に走りぬける[注 4]。
- 熱で変形した建物は倒壊の危険性があるため、避難後は決して現場に引き返すことはせず、できるだけ離れて待機することが望ましい。

##### 注意が必要な設備

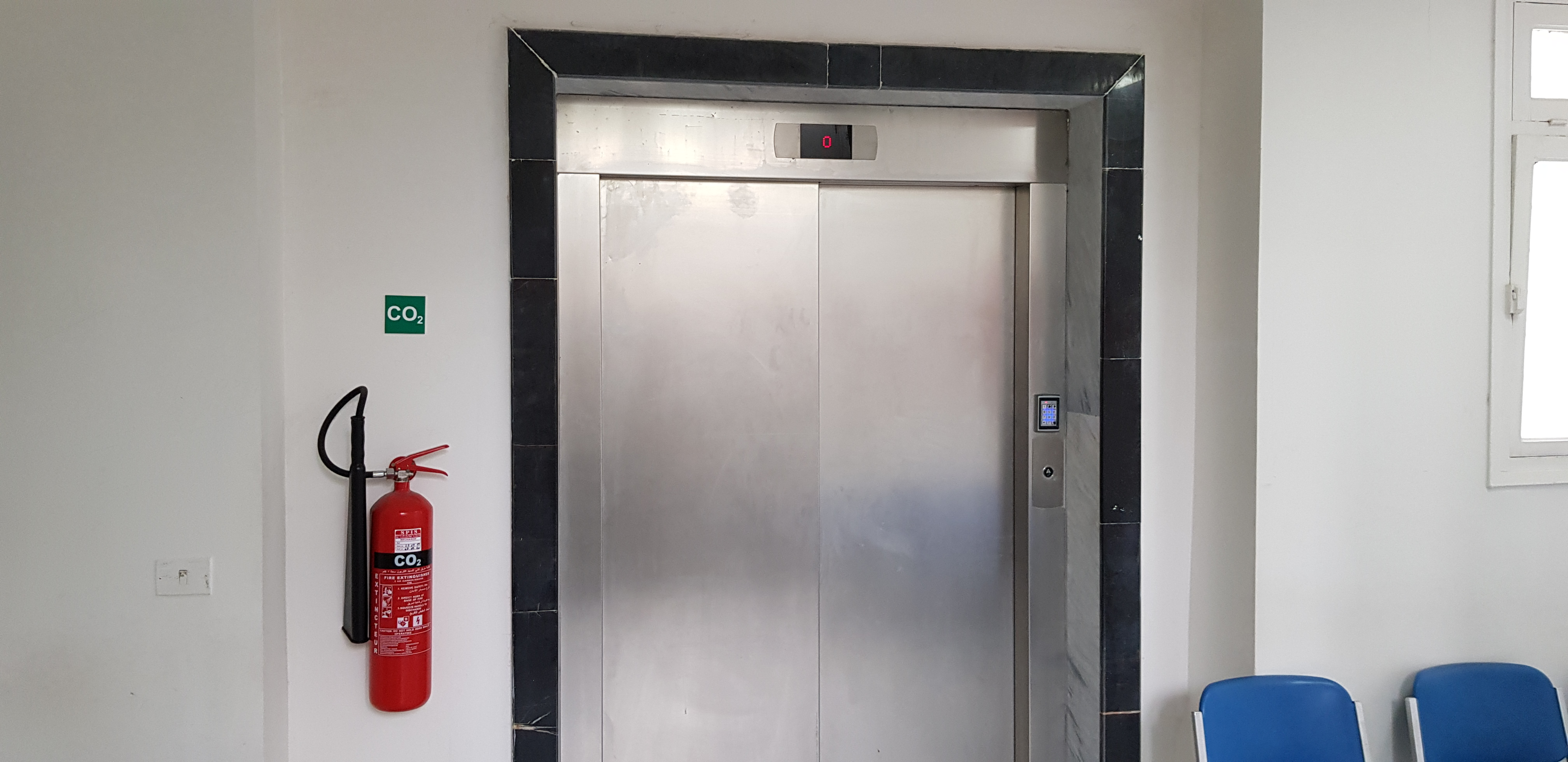
備え付けの消火器

- 消火器

最も広く知られている消火方法であるが、火が自身の背丈より高い場合は消火器による消火を諦め、避難した方がよい。また、最も普及しているABC粉末消火器はてんぷら油火災の際などの場合、一度消火しても再燃する可能性があるので、その場合は強化液消火器を用いる。電気火災の場合は強化液消火器や泡消火器等の水気のある消火方法は用いないようにする。また、金属火災（ナトリウム等）の場合は二酸化炭素消火器は用いてはならない。
- 消火栓

一人で操作が可能な2号消火栓と、2人以上で操作する1号消火栓がある。2号消火栓はホースを全て伸ばさなくてもよく、比較的誰でも取り扱えるが、1号消火栓はホースを全て伸ばした上でなければ使用できず、放水圧力が高いため、訓練経験がない人は取り扱わず、避難するようにする。
また、火が天井に達したら放水をやめ、速やかに避難する。
- パニックオープン

自動火災報知設備と連動して常閉になっている非常口を火災時に自動的に開錠する装置。自動火災報知設備が作動していない場合は逃げられないので、自動火災報知設備が作動していない場合（非常ベルや非常放送が鳴っていない場合）や非火災の地震等で避難する場合は近くにある発信機のボタンを押し、開錠して避難する必要がある。
- 割錠

普段は常閉の非常口でサムターンにカバーがされているもの。非常時はこぶしでカバーを割り、サムターンを回し、開錠して避難する。
- シャッター式防火戸

火災が発生すると作動して閉まろうとするが、シャッターの開口部は避難口ではない（誘導灯もついていない）。降下している最中に挟まれてしまうと負傷したり、また、防火・煙を遮断するという意義を減らすため絶対にくぐってはならない。シャッター式の防火戸は必ずその横に誘導灯のついた避難用の扉があるので探すこと。落ち着くことは迅速な避難だけでなく、煙を吸わないためにも重要である。
過去に小学校で誤作動で降下し始めたシャッターを見て焦った児童がシャッターをくぐろうとし、首を挟まれて死亡する事故が発生した。このことから建築基準法が改正（建築基準法施工例第112条14項）され、万が一、人が挟まれても、自動停止して数十センチ巻き上げ、約10秒後に再び降下を開始する、危害防止装置の取付が義務になった他、不特定多数の人が出入りする施設では防火シャッターに「きけん！！くぐるな！！」とひらがなで表記したり、シャッターの降下位置を明示するよう指導している消防署もある。
- エレベーター

地震の時と同様、止まったり閉じ込められる可能性があるので、使用してはならない。近年では自動火災報知設備と連動し、火災を感知すると避難階へ自動着床と扉の解放を行い、使用できないようになるエレベーターが主流となった。
ただし、給電や配電に火事対策が取られた非常用エレベーターというものが存在する。高さ31メートル以上、もしくは11階建て以上の建築物には建築基準法で設置が義務付けられている。もっとも、これは高層建築での火災時に消防隊員が迅速に突入するためのものである。
- 地下施設

地下街や地下鉄は人が集まり、煙も地上施設に比べてたまりやすいためにパニックや将棋倒しになりやすい。従業員・係員の指示に従って冷静に避難することが大事である。
特に列車乗車中に火災に遭遇した場合、安易なドアコックの操作は厳に慎まなければいけない。ドアコックを操作するとドアを手動であけることが出来るようになるが、これを作動させると運転士が異常を感知して列車を直ちに停止させてしまう。この場合、運転士・車掌は火災のために停車したということが分からず、迅速な対策がとれない。また停止場所がトンネル内や鉄橋上である場合には避難・消火の大きな妨げになる。列車内での火災を発見した場合、まずは運転士もしくは車掌に連絡し指示を仰ぐことが大切である。近年、最前部・最後部まで行かなくとも連絡をつけられる対話式の車内非常通報装置（SOSボタン）が普及しつつある。この装置もボタンが押された場合は停止義務があるが、火災を検知するとすぐに運転を再開でき、安全な場所まで運行したうえで避難できることが大きな違いである。たとえば、大阪市交通局では地下鉄乗車中に火災に遭遇した場合には、安全な車両に移動したうえで、非常通報装置を使って乗務員に連絡を取り、車内に備え付けの消火器を用いて初期消火を行うべきだとの見解を示している。
- 緩降機

調速機、着用具、ロープによって構成される降下器具の一種。まず初めに支柱カバーを外し、展開した支柱に調速機を取り付け、ロープと反対側の着用具が巻かれたリールを外に向かって放り投げて地上階へ落とす。この時ただ単に下に落とすだけだと建物の照明やネオンサイン等の設備に引っ掛かったりし、使用不能になる場合がある為、注意する。その後、着用具を指示されている場所（脇下など）へしっかりと掛け、そのままゆっくりと窓や手すりから身を乗り出して降り、そのまま体を任せる。降下が完了したら着用具をいっぱいまで引き、反対側の着用具を調速機まで上昇させて次の人が避難できるようにする。
- 避難袋

シュート状の降下器具の一種。おもり付きガイドロープ、避難袋、入口枠によって構成される。ここでは最も多く設置されている垂直式自由落下型について記述する。まず初めに本体カバーを外し、おもり付きガイドロープを放り投げる。この時、ガイドロープが外壁の照明などと絡まないよう、遠くへ投げるようにする。避難袋を徐々に降ろしながら避難袋本体が他店の等に絡まないよう、地上階の人がガイドロープを引いて誘導する。避難袋の投下が終わった後、入口枠を180°持ち上げて起こし、ロックする。入口枠へ足から入り、足を大きく広げてブレーキをかけながら徐々に降下する。この時下を見てはならない。また、前の人が降下しているときに降下を開始してはならない。
- ガス消火設備

主に消火に水が使用できない受変電室、サーバールーム、化学室等に設置されている消火設備。ハロン化合物と二酸化炭素の2種類がある。ガス消火設備が設置されている部屋で火災が発生した際は、まず人の避難を最優先とし、速やかに退避する。避難誘導員は、入口横に設置されている操作ボックスのふたを開け、避難放送を鳴動させなければならない。避難放送は操作ボックスのふたを開けると自動的に放送され、「火事です。火事です。消火剤を放出します。危険ですので直ちに避難してください。」という警告が流れる。人の避難が完了したのを確認した後、部屋のドアを締め切り、操作ボックスの起動ボタンを押し、消火剤を放出する。消火剤が放出されると消火剤充満灯が点灯又は点滅する。
煙感知器などにより自動的に作動してしまい、避難が間に合わないと予想される場合には、避難誘導員が操作ボックスのふたを開け、緊急停止ボタンを押さなければならない。退避完了後は消火の為、速やかに起動ボタンを押すことを忘れないようにする。また、消火剤放出後に入口のドアは決して開けてはならない。

#### 体に着火してしまった場合
地面に寝転がり、そのまま体を転がして、燃えている部分を押し付ける形にして窒息消火を試みる。

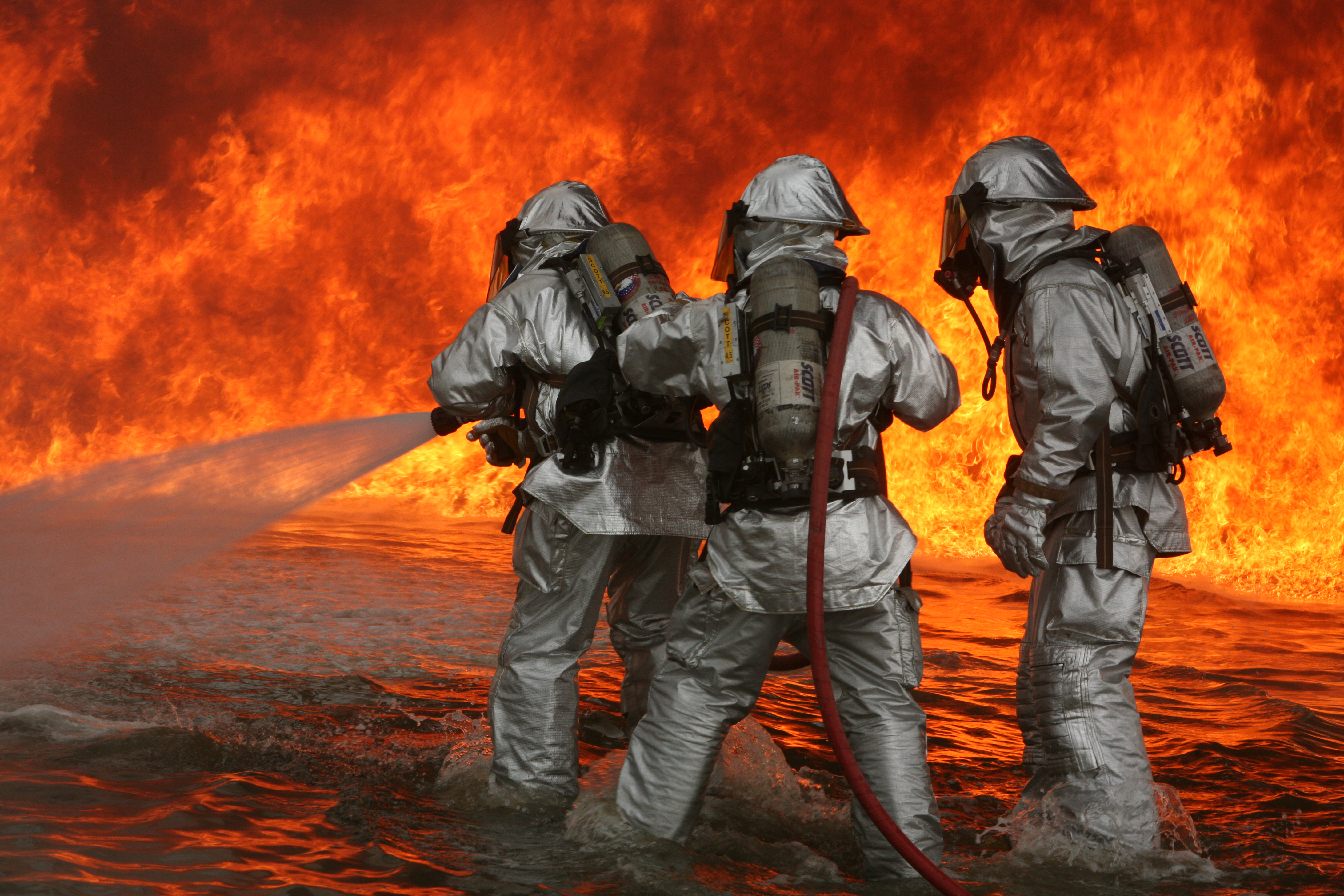
消防士による放水
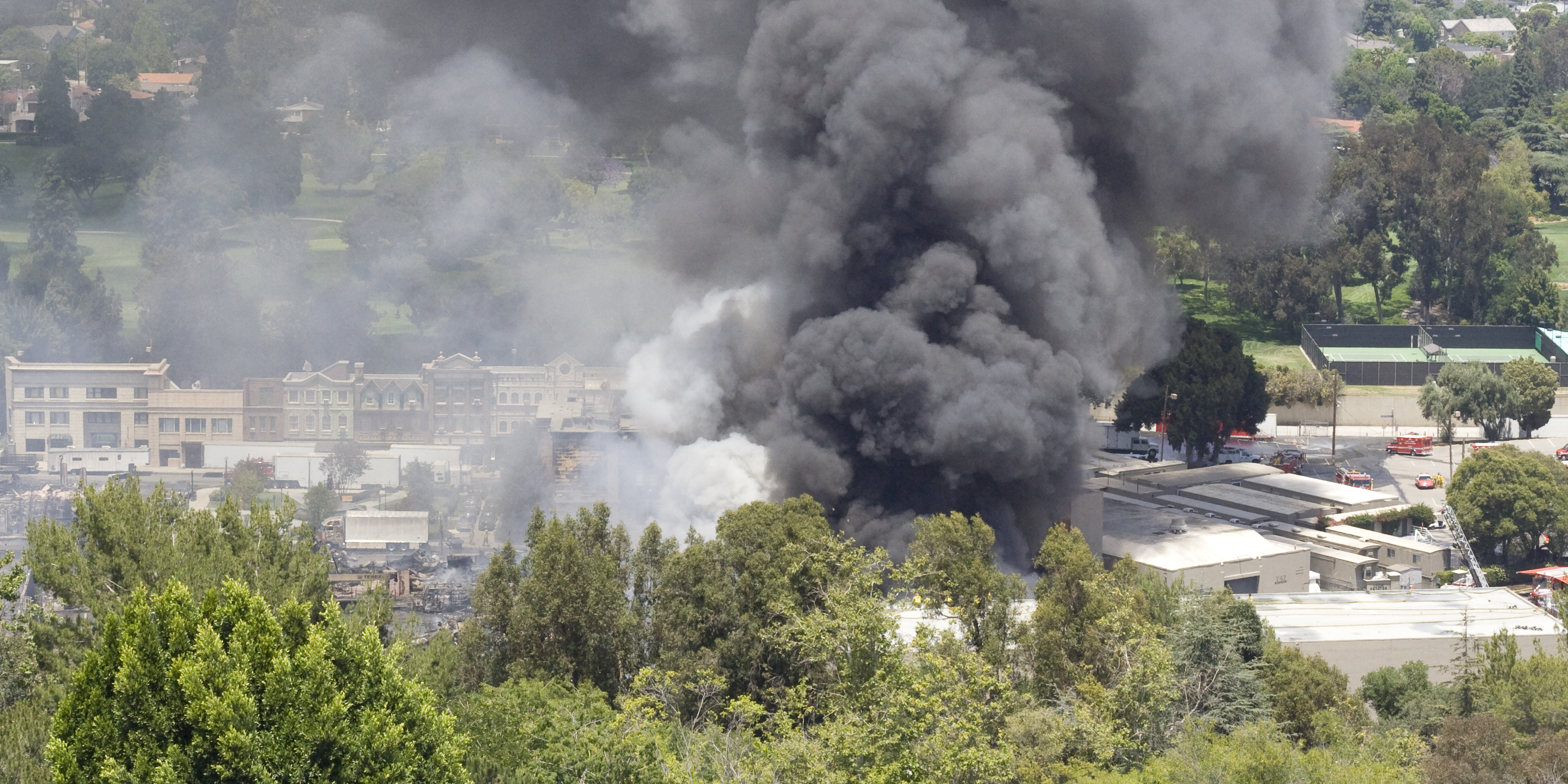
大量の黒煙
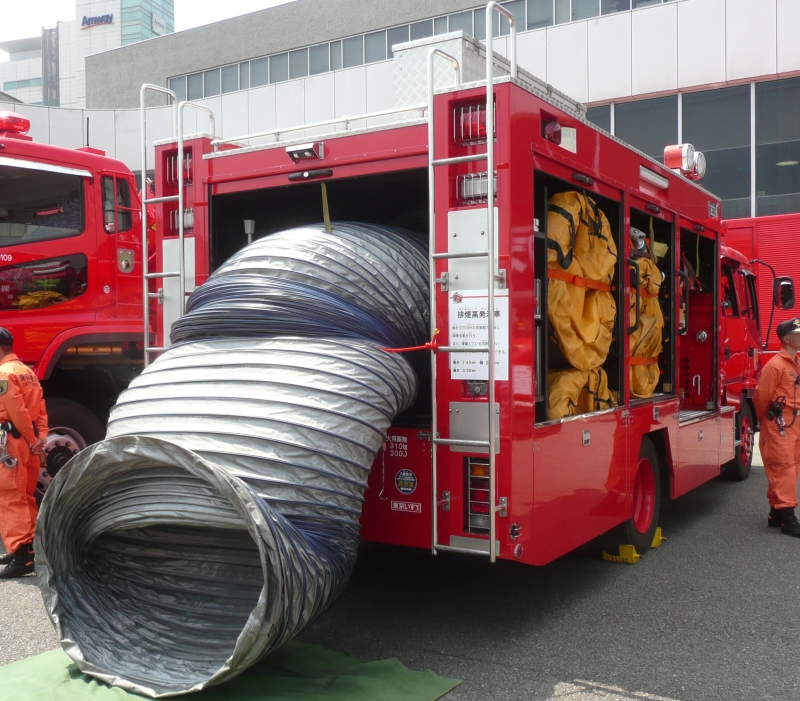
排煙機
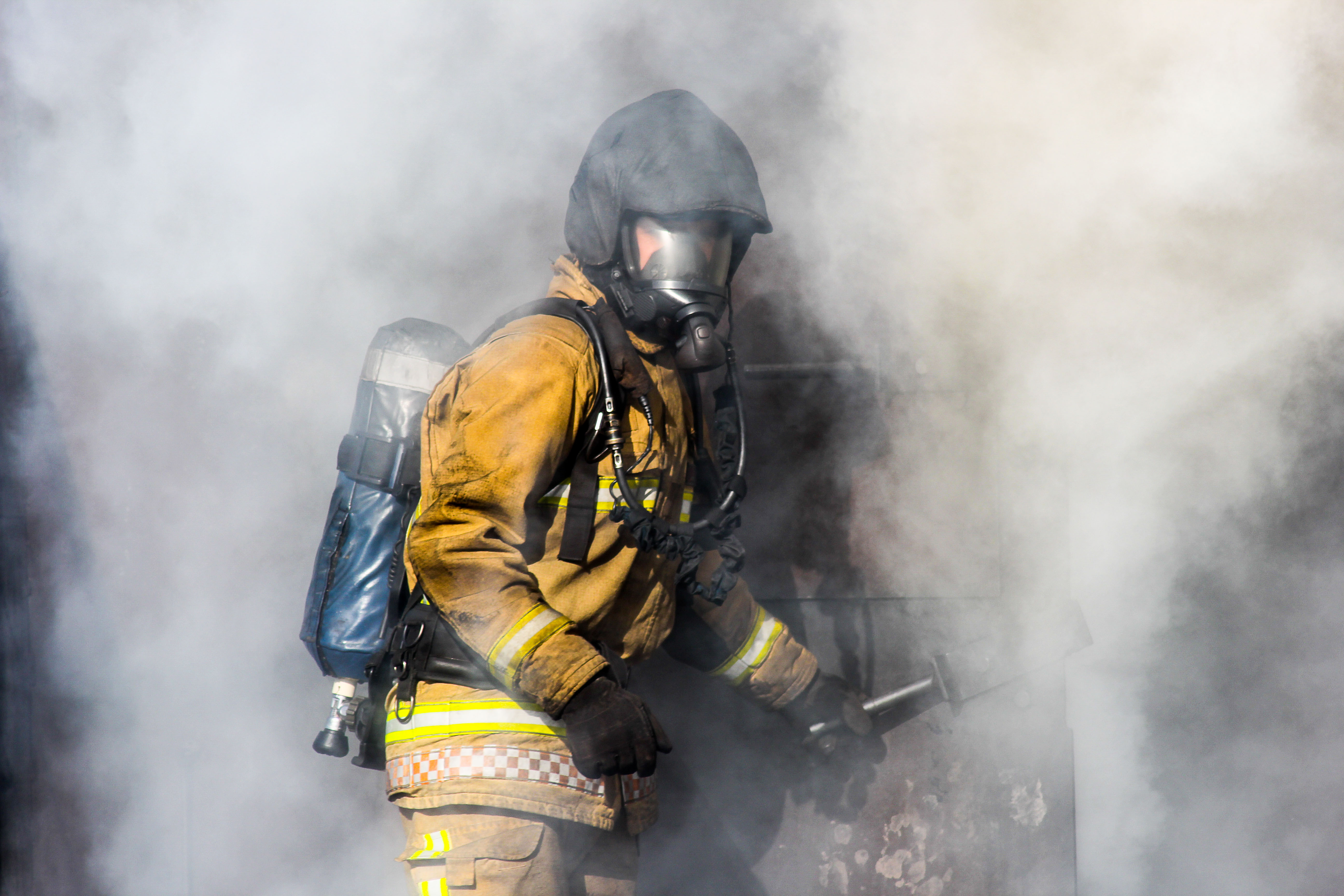
ガスマスクを付けた消防隊員

## 日本の状況
木造家屋が多い日本では江戸時代より大火が多く、明暦の大火など江戸市街の相当部分を焼失する火災がしばしば発生した。近代では函館市の大火（1907年、1934年）や、1923年の関東大震災、1945年の東京大空襲、1995年の阪神・淡路大震災による大火、2016年の糸魚川大火が有名である。地震や空襲による火災は複数箇所で発生し、延焼地域が繋がって大火に至る場合が多い。プロパンガスを使用している場合や燃料など可燃物を設置している場合などは、ボンベの爆発等による危険を伴う。

### 火災原因

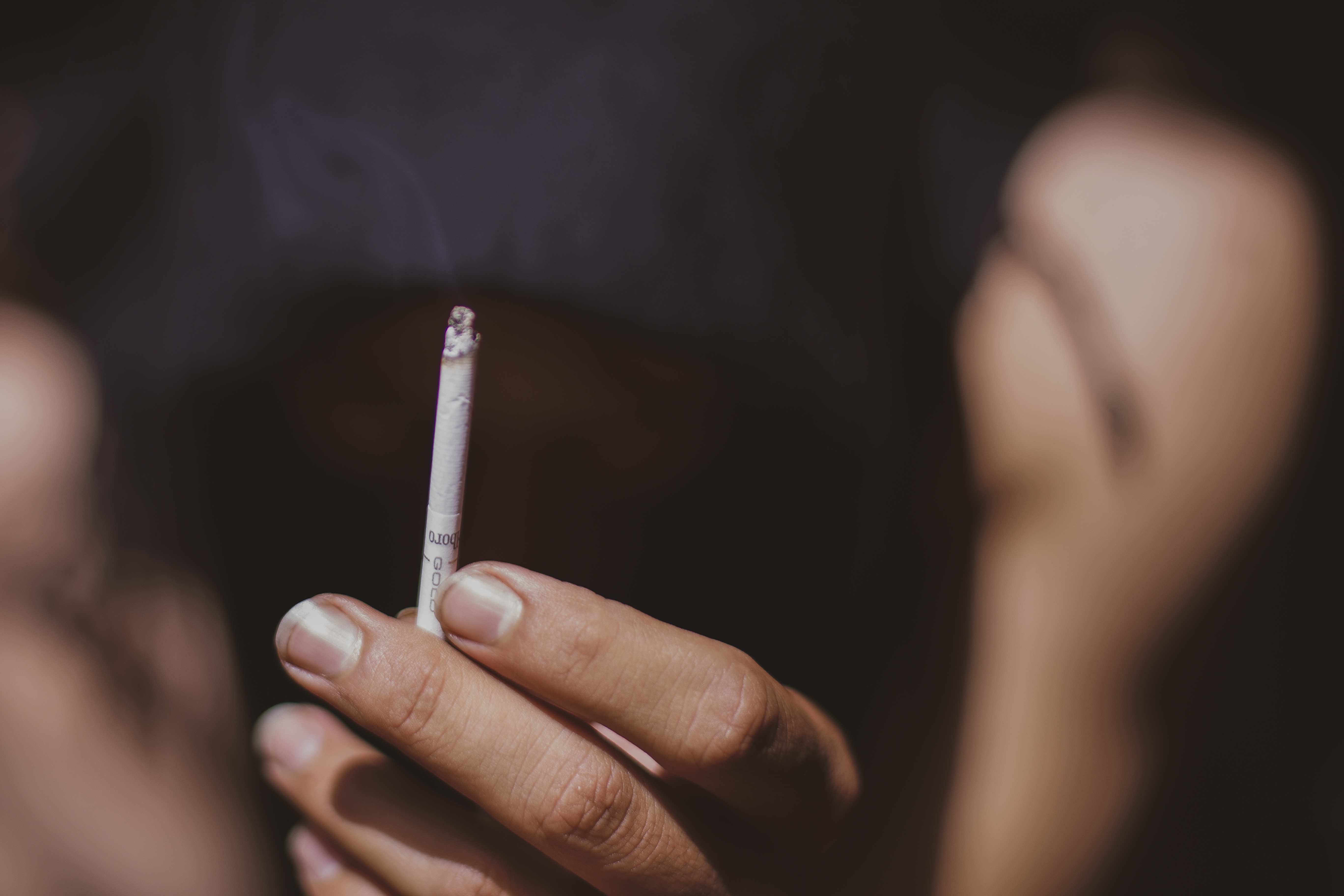
火の付いたたばこ

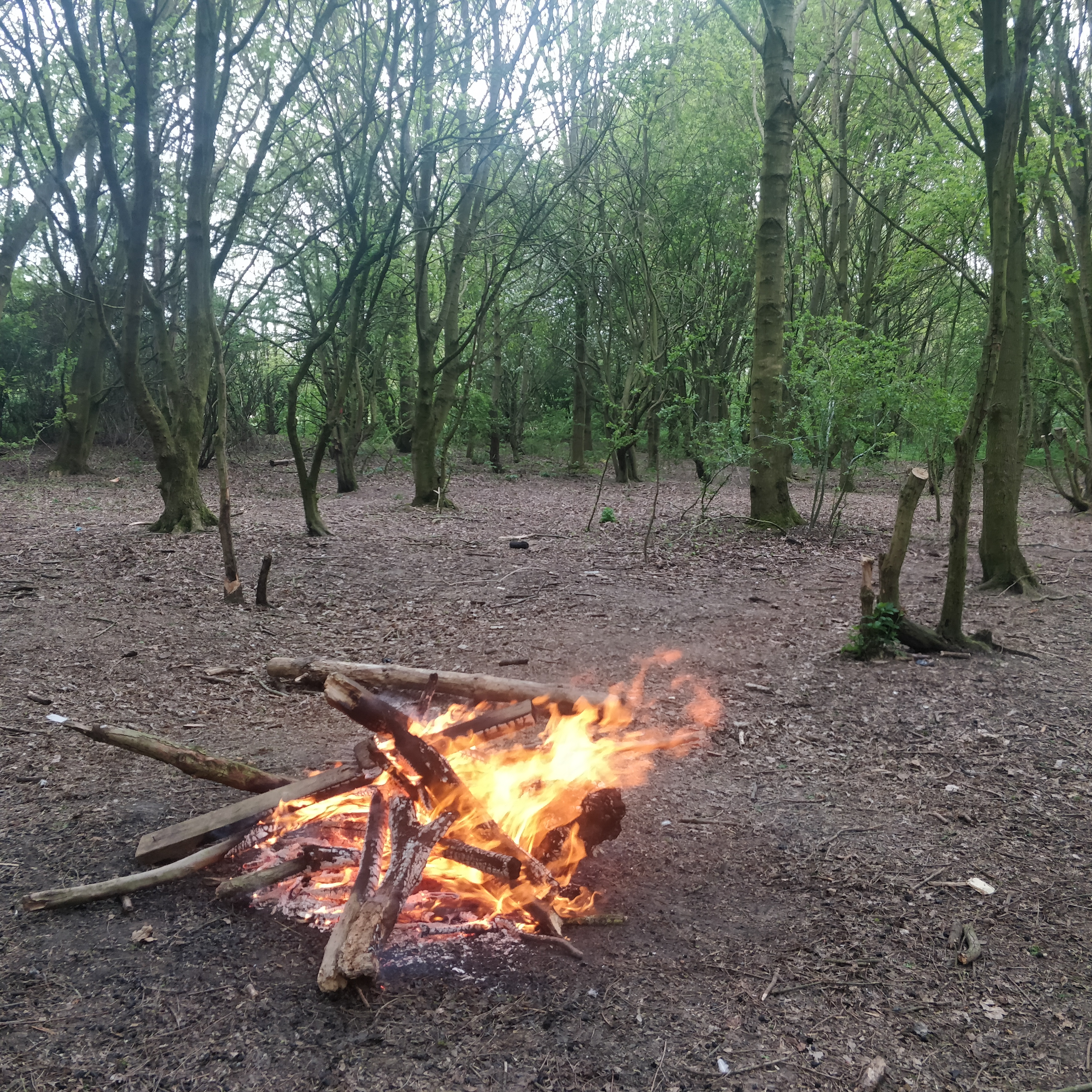
焚き火

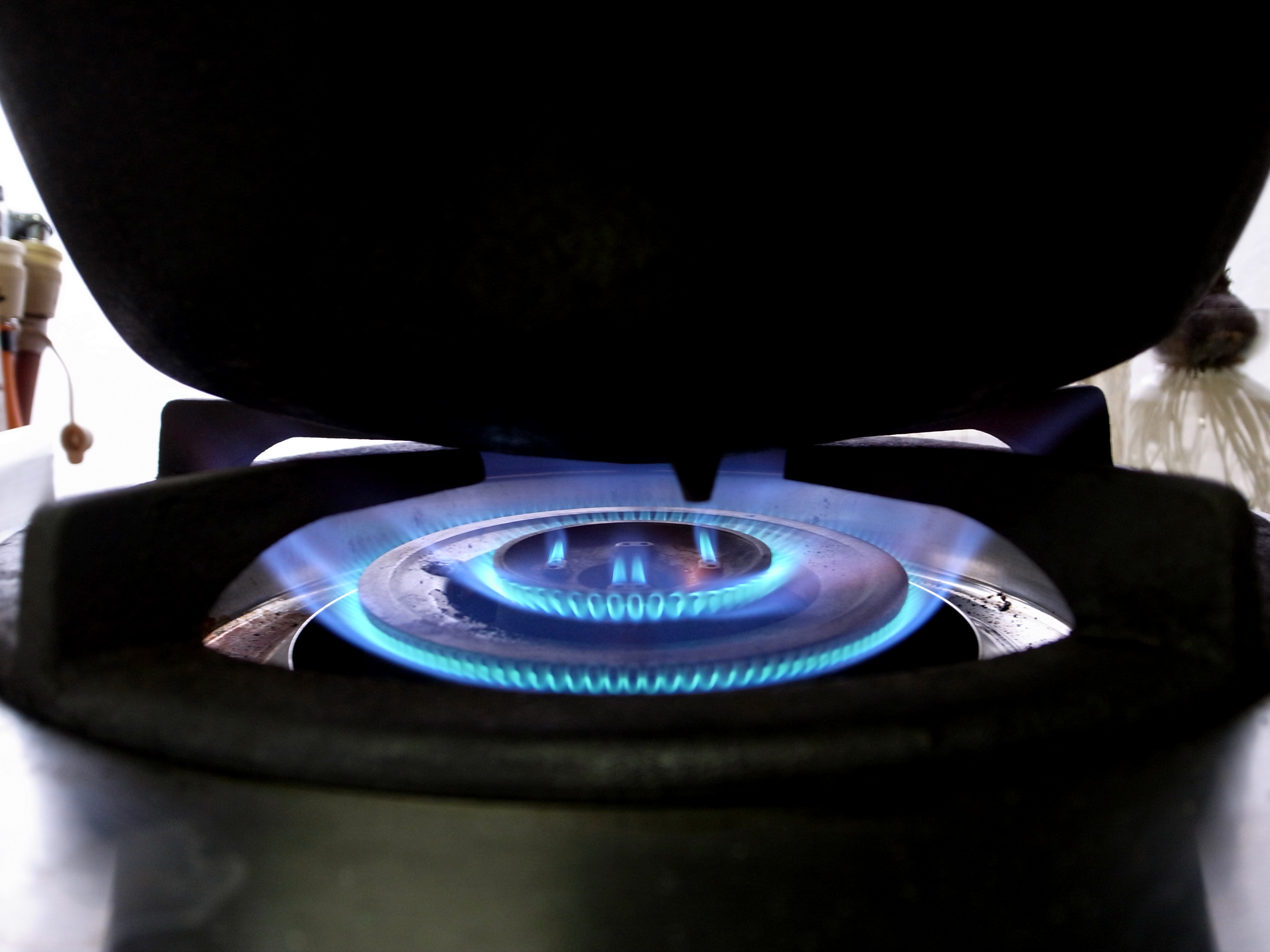
ガスコンロ

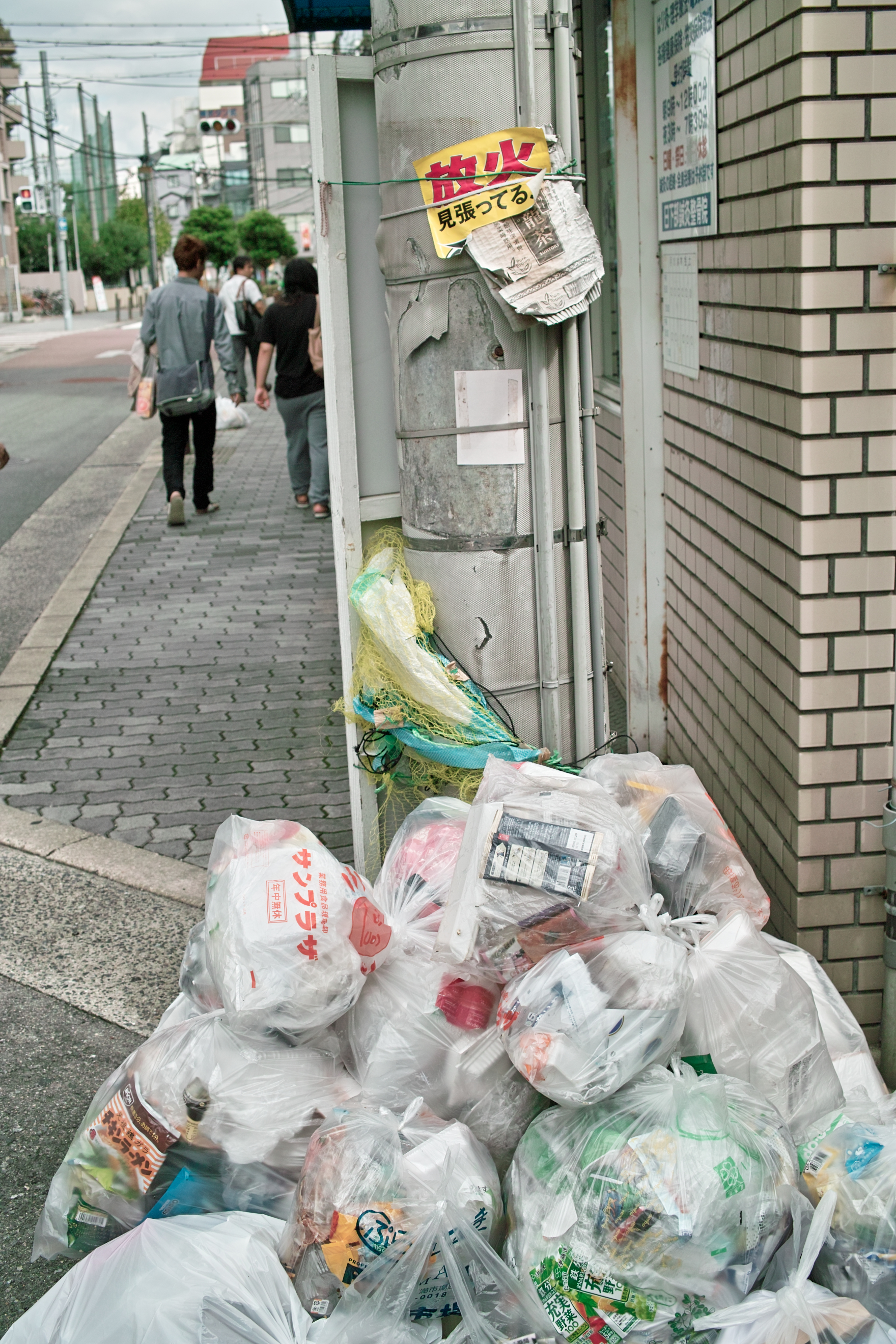
放火犯への警告ポスター

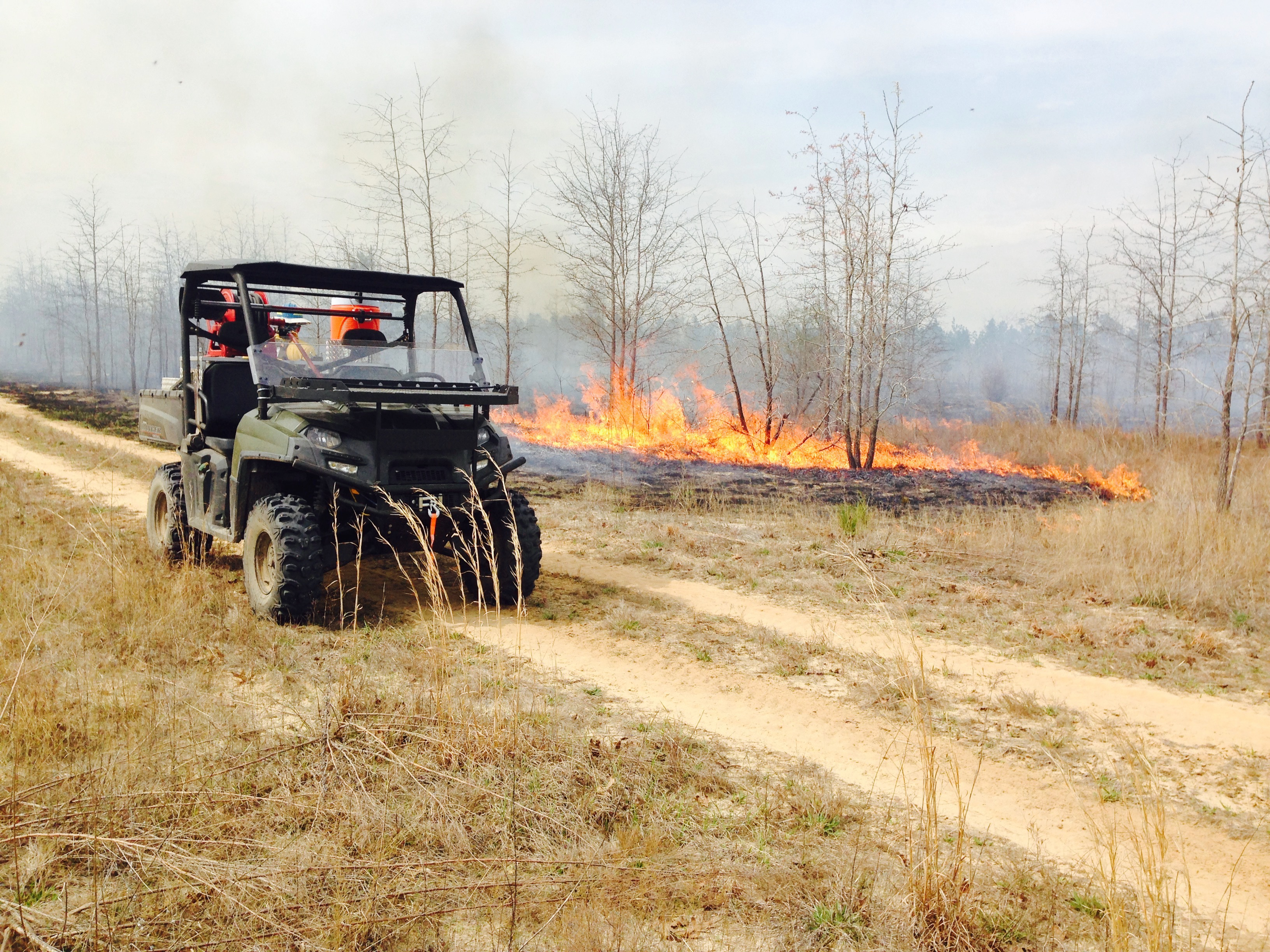
野焼き

基本的に火の使用が原因である。消防白書（令和3年）によると上位5つは上から、
- たばこ
- 焚き火
- コンロ（ガスコンロ）
- 放火
- 火入れ（野焼き）

であった。その他の原因もバーベキュー、蚊取り線香、薪風呂(薪ボイラー)、薪ストーブ、あぜ焼き、芝焼きなど、火を使うものこと全般が挙げられる。

#### たばこ
たばこによる出火は喫煙率の低下に伴い1996年から減少傾向だが、死者の発生した建物火災の出火原因では、タバコが1位となっている。東京消防庁では、喫煙マナーの低下(特に、屋外での吸い殻の処理方法が不適、投げ捨て)が原因とされる。不適な処理方法が火災発生原因となった1,803件の理由のうち、半数以上の1,061件が「無造作に捨てた」である。特に冬場などは、枯草が増加する上に乾燥により延焼拡大の危険性があり、十分な注意が必要であると広報している。
令和3年度の火災のうち、3104件で全火災の8.9%を占めており、中でも「不適当な場所への放置」によるものが6割以上と大半を占める。たばこが原因の火災による損害額は、44億1627万円となっている。

#### 焚き火
強風に煽られて家屋に燃え移る。3月が突出して多い。

#### コンロ
令和3年度のこんろによる火災のうちでは、ガスコンロの消し忘れによるものが2359件と最も多かった。

#### 放火
放火については、刑法上、殺人と同じ刑が定められているが、殺人年間件数約1,300件に対して、放火年間件数は約8,000件と数倍にのぼっている。なお、放火（現住建造物等放火）犯を殺人と同様に重く罰するのは木造の長屋が大半だった江戸時代からの流れを継いでいる。江戸時代には江戸でたびたび大火が起きた（江戸の火事）。
日本における放火火災は、かつて農村部に多く、「農村型犯罪」（田舎型犯罪）のように扱われてきた。背景には家族ないし近隣との人間関係の軋轢が存在することが共通条件となっている例が多数を占めた。だが現在では、自分自身が何らかの欲求不満の状態にあり、耐え難い緊張感を解消するために挑戦的な放火にはしる「都市型犯罪」に変化している。
国内における出火原因では、「放火及び放火の疑い」は減少を続けており、令和3年度は上から4番目、前年比9.4%減であった。

#### 火入れ(野焼き)
農家による作物残渣の焼却が延焼を起こすケースが目立つ。毎年春ごろになると、山火事への注意喚起と合わせて予防運動が行われている。

### 火災発生状況
日本では毎年約5万件前後の火災が発生している。

#### 月別
月別に見てみると、2月・3月に多い。乾燥した気象条件の時に火災が発生しやすいからであり、実効湿度・風速と火災発生件数は相関関係にあることが判っている。そこで、毎年この時期に「春の全国火災予防運動」が実施されている。

#### 死者
火災による死者は、高齢者になるほど多くなる。年齢階層ごとに火災で死亡する確率を求めると、40歳を超えた辺りから、年齢に比例して死亡確率が高くなっている。これは、加齢するに従い、判断力や身体機能が衰えるからだと考えられている。ただし、直近の傾向として無職や独身住まいの男性熟年層（45〜64歳）の死亡者数が急増していることが、消防庁の調査で判明している。

#### 住宅火災
出典:
2013年中の建物火災による死者数は1,254人で、火災による死者の総数に対する比率は77.2%となっている。
建物火災による死者1,254人について、建物用途別の発生状況をみると、住宅（一般住宅、共同住宅及び併用住宅をいう。以下、ことわりのない限り同じ）での死者は1,100人で、建物火災による死者の87.7%を占めている。

#### 住宅火災の発火源別死者数
2013年中の住宅火災による死者を発火源別にみると、たばこによるものが141人（14.1%）で最も多く、次いでストーブ103人（10.3%）、電気器具77人（7.7%）の順となっている。

#### 住宅火災の着火物別死者数
2013年中の住宅火災による死者を着火物（発火源から最初に着火した物）別にみると、寝具類に着火した火災による死者が112人（11.2%）で最も多く、次いで衣類66人（6.6%）、屑類47人（4.7%）の順となっている。

#### 年齢階層別住宅火災の死者数
2013年中の住宅火災による年齢階層別の人口10万人当たりの死者発生数は、年齢が高くなるに従って著しく増加しており、特に85歳以上の階層では、全年齢階層における平均0.78人に比べ5.2倍となっている。

### 火災調査
火災原因の究明と損害の調査（火災調査）は法に基づき消防が行うこととされているが、特に放火など不審火の場合、警察もまた捜査を行う。

### 日本における主な大規模火災

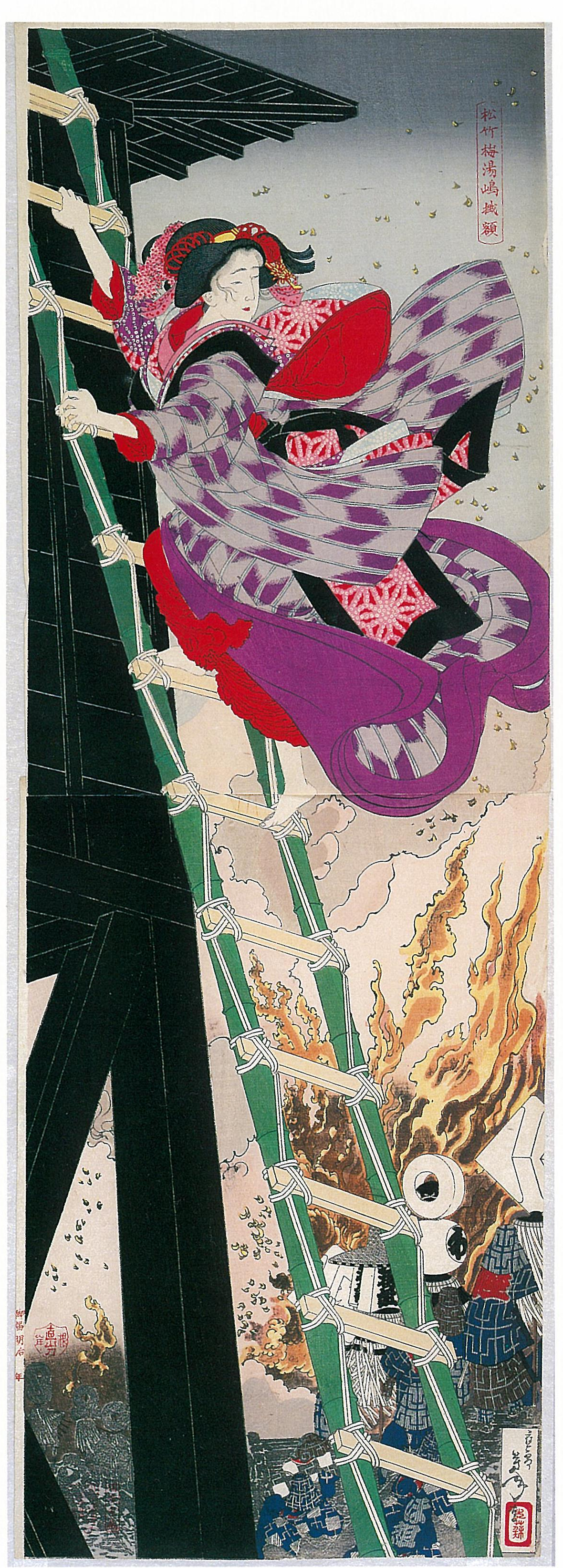
月岡芳年 松竹梅湯嶋掛額（八百屋お七）

火災の年表も参照。日付は1582年10月4日まではユリウス暦、1582年10月15日からはグレゴリオ暦で表記。江戸の火災については「江戸の火事」も参照。

#### 16世紀以前
- 1177年5月27日 - 安元の大火（通称「太郎焼亡」。平安京の3分の1が焼失）
- 1178年4月13日 - 治承の大火（通称「次郎焼亡」。平安京の七条東洞院から出火、朱雀大路に至るまでの三十数町が焼失）
- 1181年1月15日 - 南都焼討（平家（平重衡）の攻撃により、奈良市街と東大寺、興福寺の大半が焼失。死者数千人）
- 1571年9月30日 - 比叡山焼き討ち（織田信長の攻撃により、延暦寺の大部分が焼失。死者数千人）

#### 17世紀

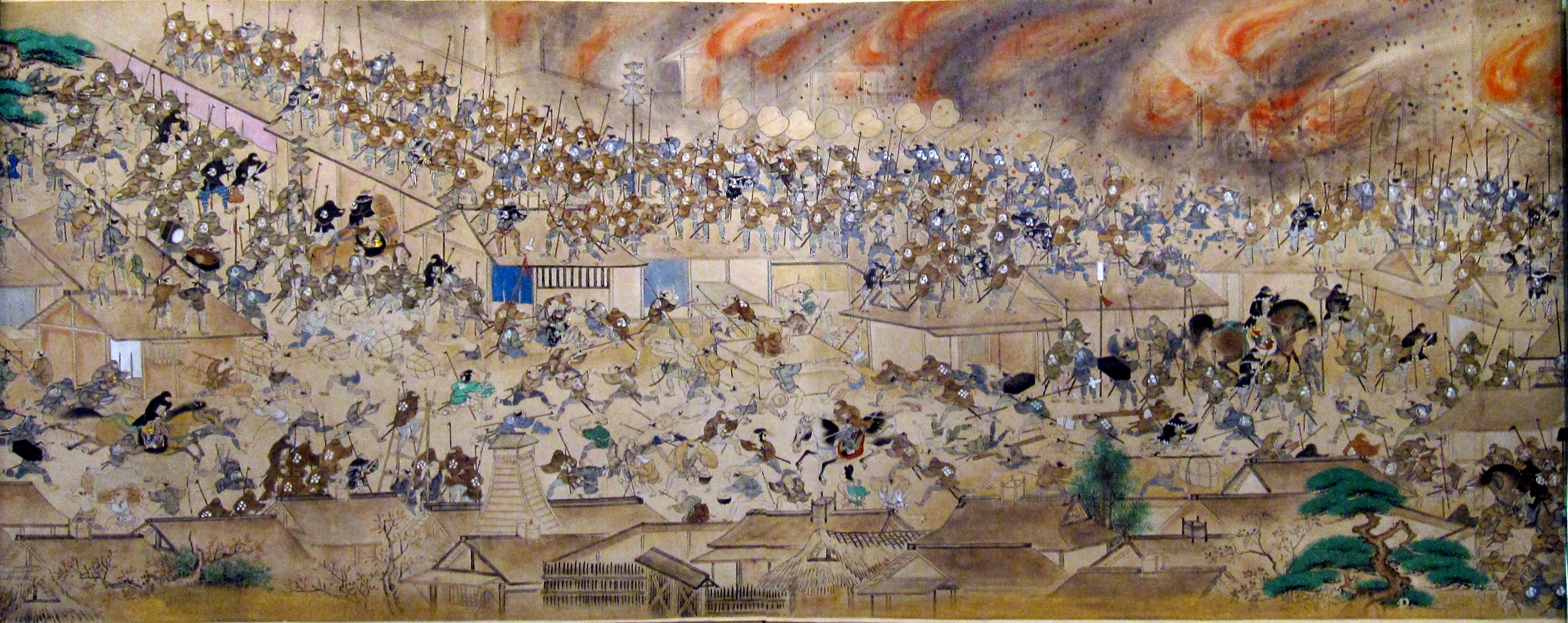
明暦の大火。焼け出される者、救出に駆けつける者などで混乱した様子が見て取れる。

- 1601年11月2日 - 慶長六年大火（「江戸駿河町火有り、全市燃亡す。徳川家康入府後第一の大火也」）
- 1615年5月25日 - 堺焼き討ち（豊臣方（大野治胤）の放火により、堺市街のほぼ全域が焼失。焼失戸数20,000戸）
- 1657年3月2日 - 明暦の大火（江戸城・武家屋敷・町屋を焼いた。死者3 - 10万名）
- 1683年1月25日 - 天和の大火
- 1698年10月9日 - 勅額火事（死者3,000名以上）

#### 18世紀
- 1708年4月28日 - 宝永の大火（京都御所被災の京都での大火災）
- 1724年4月14日 - 享保の大火（通称「妙知焼け」。大坂市街の3分の2が焼失。死者293名）
- 1772年4月1日 - 明和の大火（死者・行方不明者19,000名以上）
- 1788年3月7日 - 天明の京都大火（死者約150名または約1,800名）

#### 19世紀

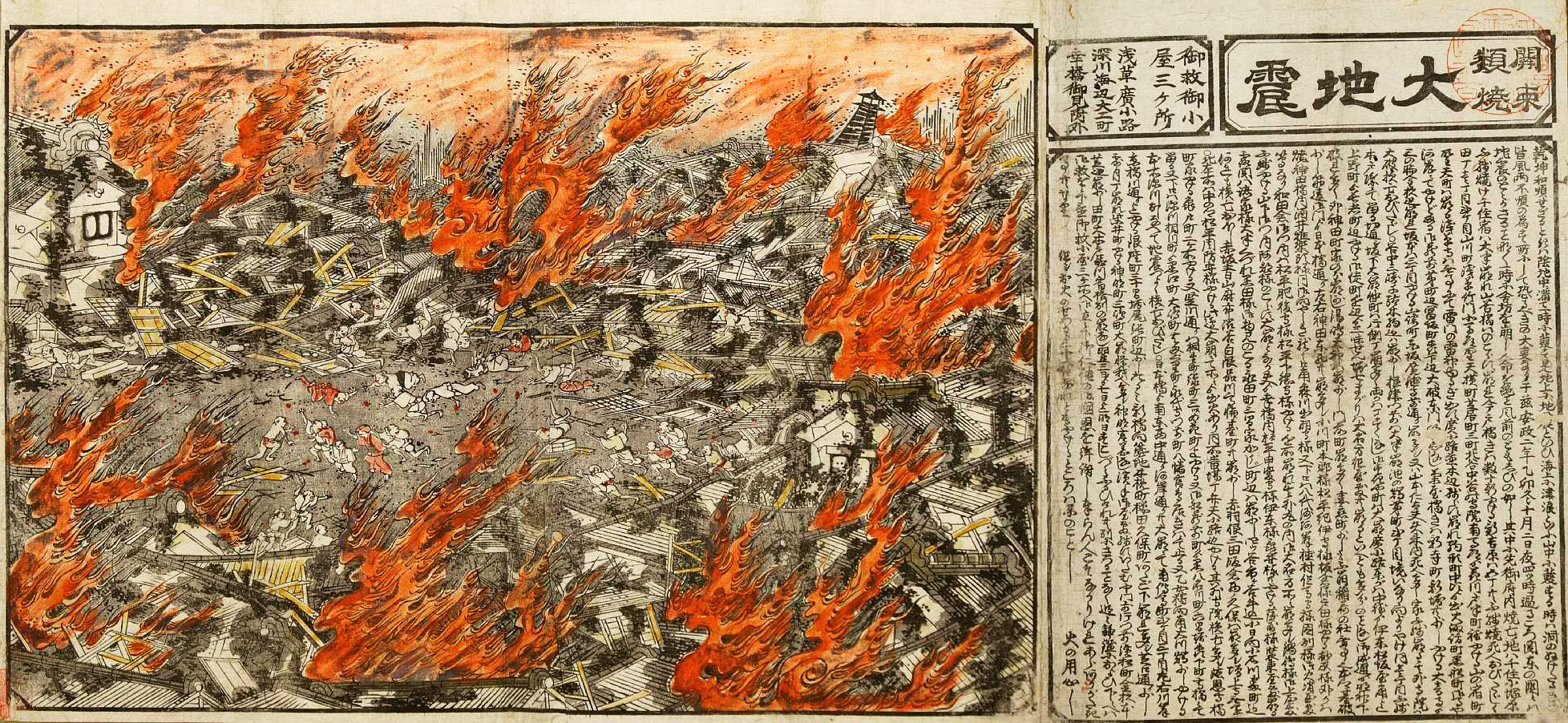
安政の大地震絵図

- 1806年4月22日 - 文化の大火（死者1,200名以上）
- 1837年3月25日 - 大塩平八郎の乱による火災（通称「大塩焼け」。大坂市街の5分の1が焼失。死者270名以上）
- 1855年11月11日 - 安政の大地震による火災
- 1864年8月19日 - どんどん焼け（禁門の変による出火が大火に発展）
- 1891年10月28日 - 濃尾地震による火災[54]
- 1897年4月22日 - 八王子大火（東京府八王子市、死者42名、焼失棟数3,100棟）

#### 1900年代 - 1940年代

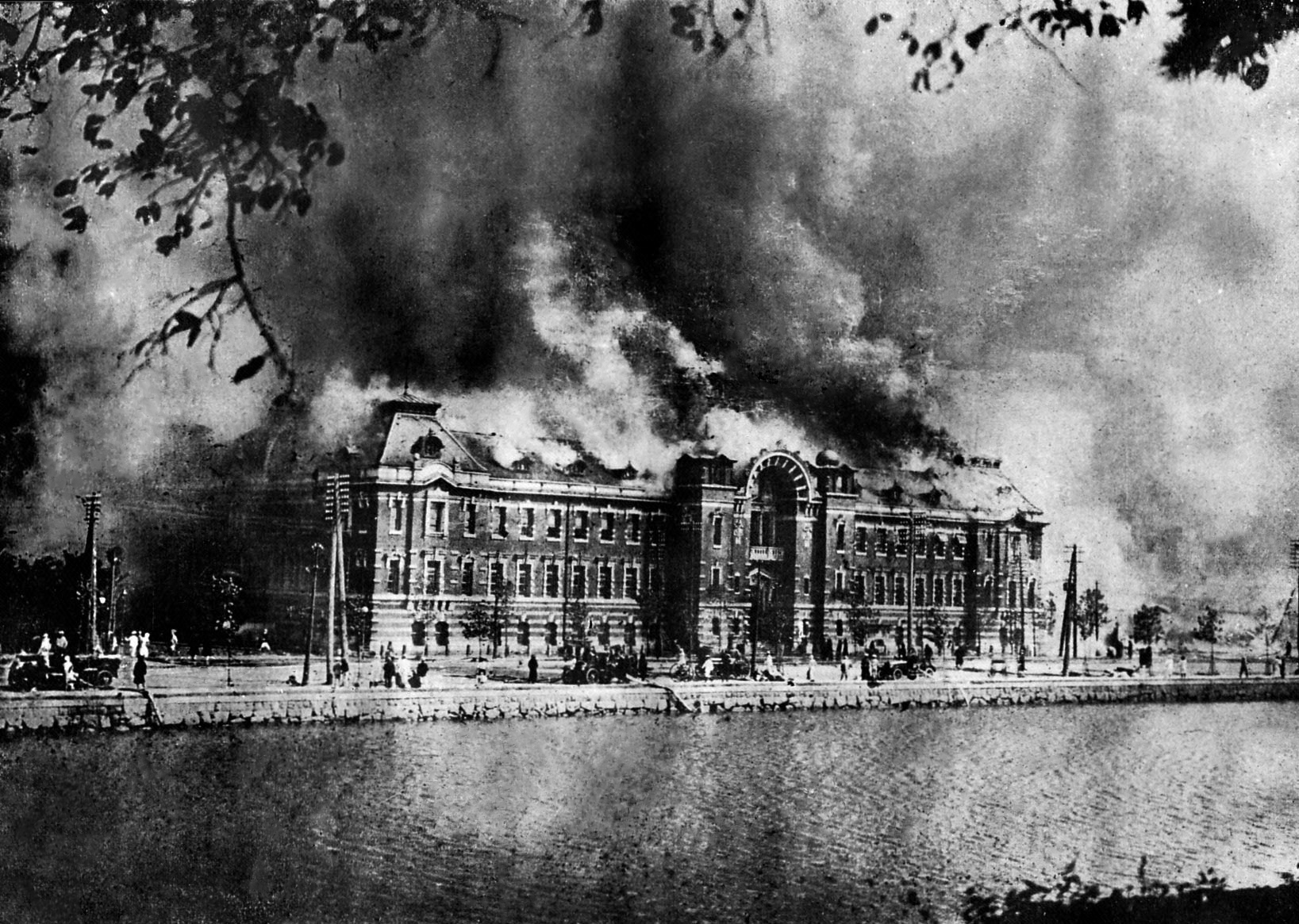
大正関東地震（関東大震災）で炎上中の警視庁の日比谷赤煉瓦庁舎。1923年（大正12年）9月1日。

- 1900年1月23日 - 光明寺村女工焼死事件（愛知県一宮市、死者31名）
- 1909年7月31日 - 北の大火（大阪府大阪市北区（現在の福島区域も含む）。死者3名、焼失戸数11,365戸）
- 1912年1月16日 - 南の大火（大阪府大阪市南区（現在の中央区。現在の天王寺区域も含む）。死者4名、焼失戸数5,200戸）
- 1921年4月6日 - 東京の浅草で大火。約1,200戸が焼失[55]。
- 1923年9月1日 - 大正関東地震（関東大震災）に伴う火災。
- 1932年12月16日 - 白木屋百貨店火災（東京府東京市日本橋区（現在の東京都中央区）、死者14名。日本初の高層建築火災）
- 1934年3月21日 - 函館大火（函館市、死者2,166名、焼損棟数11,105棟）
- 1940年1月29日 - 西成線列車脱線火災事故（大阪市此花区、死者189名）
- 1944年-1945年 - 日本本土空襲に伴う焼夷弾（ナパーム弾）による火災
- 1947年
  - 4月20日 - 飯田大火（死者・行方不明者3名、焼失棟数3,742棟）
  - 11月27日 - 新潟県高田市の精神病院が火災。死者20人[56]。
- 1948年1月5日 - 宮崎脳病院の保護室から出火（宮崎県宮崎市、死者12人）
- 1948年6月28日 - 福井地震による火災

#### 1950年代
- 1950年4月14日 - 京急トレーラーバス火災（横須賀市の二級国道134号、死者16名）
- 1951年
  - 4月24日 - 桜木町事故（横浜市中区、死者106名）
  - 5月19日 - 北海道浜中村映画館火災（現・浜中町、死者39名）
  - 8月19日 - 中日スタヂアム火災（名古屋市中川区、死者4名）
- 1952年4月17日 - 鳥取大火（鳥取市）
- 1954年9月26日 - 洞爺丸台風による北海道岩内大火
- 1955年
  - 2月17日 - 聖母の園養老院火災（横浜市戸塚区、死者99名）
  - 6月18日 - 式場精神病院火災（千葉県市川市、死者18名）
  - 10月1日 - 新潟大火（新潟市、行方不明者1名）
- 1956年9月10日 - 魚津大火（富山県魚津市、死者5名）
- 1958年12月27日 - 古仁屋大火（鹿児島県大島郡瀬戸内町）

#### 1960年代
- 1960年10月29日 - 香流精神病院火災（愛知県守山市（現在の名古屋市守山区）、死者5名）
- 1961年5月29日 - 三陸大火、岩手県三陸沿岸一帯、死者5人[57]）
- 1962年1月7日 - 佐藤病院火災（東京都北多摩郡狛江町（現在の狛江市）、死者7名）
- 1963年
  - 4月2日 - 日暮里大火（東京都荒川区、焼失36棟）
  - 8月22日 - 西武百貨店火災（東京都豊島区、死者1名）
- 1964年
  - 3月18日 - 伊丹市病院火災（兵庫県伊丹市、死者9名）
  - 3月22日 - 北海道河西郡芽室町大火（焼失棟数150棟）[58]
  - 4月30日 - 福島県南会津郡伊南村大火（焼失棟数145棟）
  - 5月7日 - 青森県下北郡大畑村大規模火災（消防団員2名怪我、39棟全焼）
  - 5月14日 - 秋田県北秋田郡上小阿仁村大規模火災（80棟全焼）
  - 5月15日 - 北海道利尻郡利尻町大規模火災（230戸全焼）
  - 6月16日 - 新潟地震による石油コンビナート火災
  - 7月14日 - 品川勝島倉庫爆発火災（東京都品川区、死者19名）
  - 11月18日 - 尼崎市大火（兵庫県尼崎市、死者7名）
- 1965年1月11日 - 大島大火（東京都大島町（伊豆大島）、島の中心・元町が全焼、壊滅、死者は無し）
- 1966年
  - 1月9日 - 金井ビル火災（神奈川県川崎市、死者12名）
  - 3月11日 - 菊富士ホテル火災（群馬県水上町、死者30名）
- 1967年6月18日 - 山陽電鉄爆破事件（兵庫県神戸市垂水区、死者2名）
- 1968年
  - 6月16日 - 横須賀線電車爆破事件（神奈川県鎌倉市、死者1名）
  - 11月2日 - 池之坊満月城火災（兵庫県神戸市兵庫区（現在の北区）有馬温泉、死者30名）
- 1969年2月5日 - 磐光ホテル火災（福島県郡山市、死者31名）

#### 1970年代
- 1970年4月8日 - 天六ガス爆発事故（大阪市北区・大淀区（現在は両区が合併し北区）、死者79名）
- 1971年
  - 1月2日 - 寿司由楼火災（和歌山市、死者16名）
  - 5月27日 - 呉市山林火災（広島県呉市、死者18名）
- 1972年
  - 5月13日 - 千日デパート火災（大阪市南区（現在の中央区）、死者118名）
  - 8月2日 - 近鉄奈良線爆破事件（奈良市）
  - 11月6日 - 北陸トンネル火災事故（福井県敦賀市、死者30名）
- 1973年
  - 3月8日 - 済生会八幡病院火災（福岡県北九州市八幡区（現在の八幡東区）、死者13名）
  - 5月28日 - 第6ポールスタービル火災（東京都新宿区、死者1名）
  - 11月29日 - 大洋デパート火災（熊本市、死者104名）
- 1974年11月9日 - 第十雄洋丸事件（東京湾木更津港沖、死者33名）
- 1976年10月29日 - 酒田大火（山形県酒田市、死者1名）
- 1977年2月6日 - 札幌市白石区病院火災（札幌市白石区、死者4名）
- 1978年3月10日 - 今町会館ビル火災（新潟市、死者11名）
- 1979年7月11日 - 日本坂トンネル火災事故（静岡県静岡市及び焼津市、死者7名）

#### 1980年代
- 1980年
  - 8月16日 - 静岡駅前地下街爆発事故（静岡市、死者15名、負傷者238名）
  - 8月19日 - 新宿西口バス放火事件（東京都新宿区、死者6名）
  - 11月20日 - 川治プリンスホテル火災（栃木県川治温泉、死者45名、負傷者62名）
- 1981年10月16日 - 北炭夕張新炭鉱ガス突出事故による坑内火災（北海道夕張市、死者93名、負傷者140名）
- 1982年
  - 2月8日 - ホテルニュージャパン火災（東京都千代田区、死者33名、負傷者34名）
  - 3月18日 - 佐世保重工業構内蛇島岸壁船舶火災（長崎県佐世保市、死者10名、負傷者2名）
- 1983年
  - 2月21日 - 蔵王観光ホテル火災（山形市、死者11名、負傷者13名）
  - 11月22日- つま恋ガス爆発事故（静岡県掛川市、死者14名、負傷者27名）
- 1984年1月18日 - 三井有明鉱火災事故（福岡県大牟田市、死者83名、負傷者99名）
- 1986年2月11日 - ホテル大東館火災（静岡県賀茂郡東伊豆町、死者24名）
- 1987年6月6日 - 東京都東村山市の老人ホーム火災（死者17名）

#### 1990年代
- 1990年3月18日 - 長崎屋火災（兵庫県尼崎市、死者15名）
- 1993年7月12日 - 北海道南西沖地震による火災（北海道奥尻島）
- 1994年12月21日 - 飯坂温泉の旅館火災（福島県福島市、死者5名）
- 1995年1月17日 - 兵庫県南部地震（阪神・淡路大震災）に伴う大規模火災（兵庫県神戸市など）

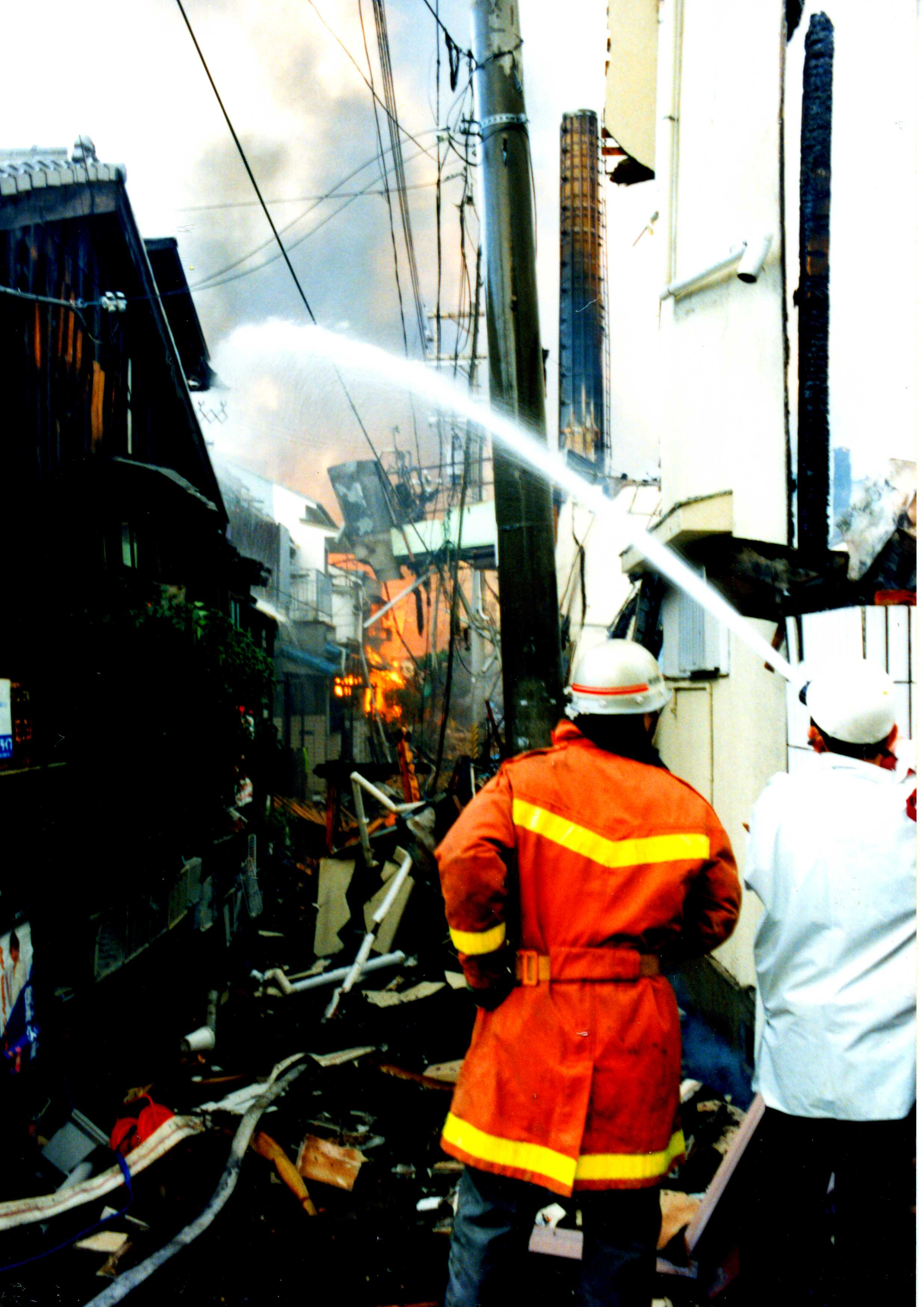
兵庫県南部地震（阪神・淡路大震災）での消火活動（1995年1月17日）

#### 2000年代
- 2000年
  - 2月 - 長崎県池島炭鉱の坑内火災（長崎市）
  - 3月2日 - テレクラ放火殺人事件（神戸市中央区、死者4名）[59]
- 2001年
  - 5月8日 - 武富士弘前支店強盗殺人・放火事件（青森県弘前市、死者5名）
  - 9月1日 - 歌舞伎町ビル火災（東京都新宿区、死者44名）
- 2003年9月26日から9月28日 - 出光興産北海道製油所タンク火災（死者無し）
- 2004年12月13日 - ドン・キホーテ放火事件（さいたま市緑区、死者3名）[60][61][62][63]
- 2007年12月21日 - 三菱化学鹿島事業所エチレンプラント火災（茨城県神栖市、死者4名）[64][65]
- 2008年
  - 7月29日から8月5日 - 新日本製鐵八幡製鐵所コークス炉設備・可燃性ガス火災（福岡県北九州市八幡東区、死者無し）[66][67]
  - 8月3日 - 熊野町ジャンクション火災事故（東京都板橋区）[68]
  - 10月1日 - 大阪個室ビデオ店放火事件（大阪市浪速区、死者16名）
- 2009年
  - 3月20日 - 群馬県渋川市の老人ホーム火災（群馬県渋川市、死者10名）
  - 7月5日 - 大阪パチンコ店放火殺人事件（大阪市此花区、死者5名、負傷者10名）[69]

#### 2010年代

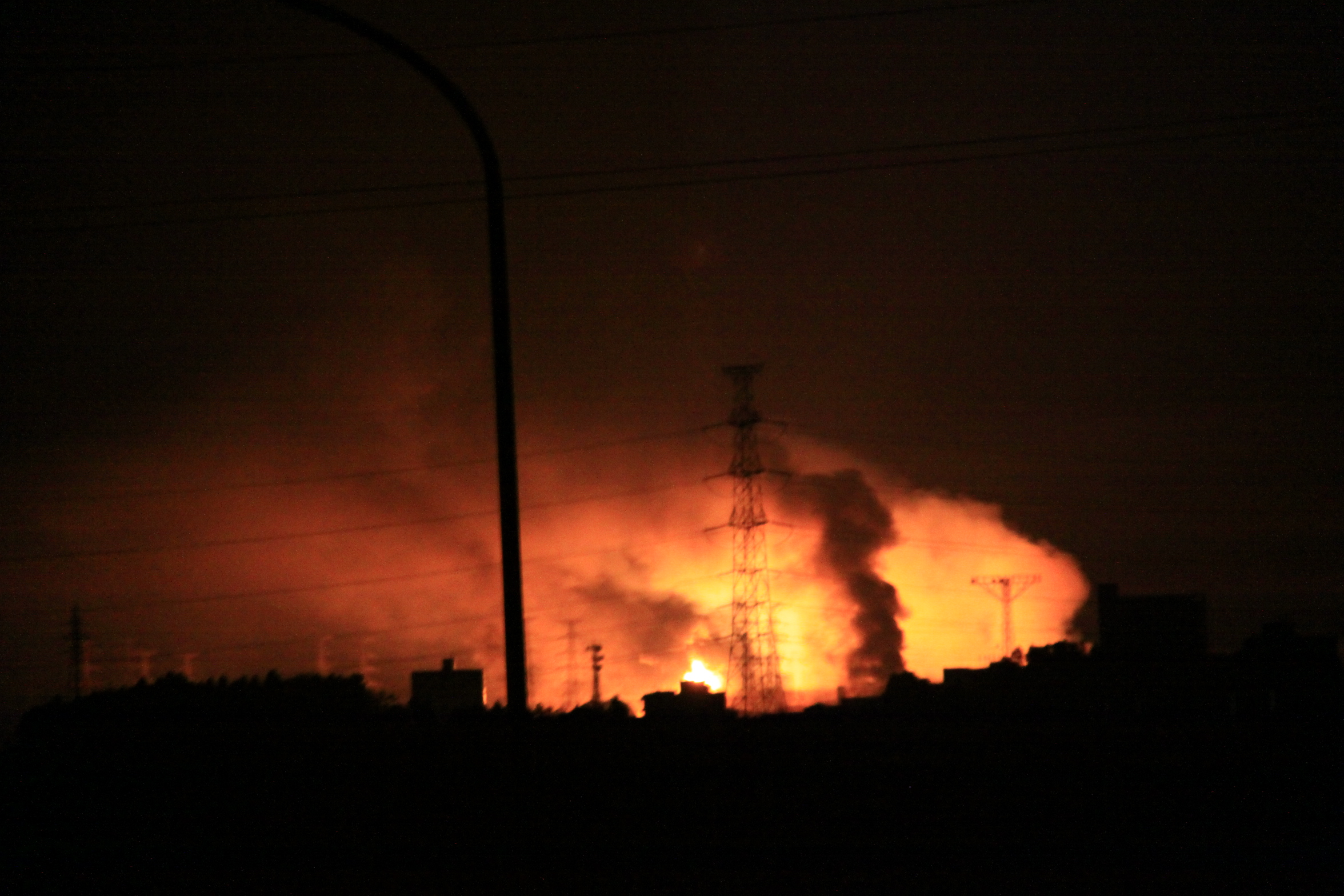
東北地方太平洋沖地震（東日本大震災）に伴う仙台港での火災（2011年3月13日）

- 2011年3月11日 - 東北地方太平洋沖地震（東日本大震災）に伴う津波火災
- 2012年5月13日 - 福山ホテル火災（広島県福山市、死者7名）[70]
- 2013年10月11日 - 福岡市整形外科医院火災（福岡県福岡市博多区、死者10名）
- 2016年12月22日 - 糸魚川大火（新潟県糸魚川市、焼失144棟）[71]
- 2017年12月17日 - 大宮風俗店火災（さいたま市大宮区、死者5名）
- 2019年7月18日 - 京都アニメーション放火殺人事件（京都市伏見区、死者36名、負傷者34人）

#### 2020年代
- 2021年
  - 2月21日 - 令和3年足利市山林火災（栃木県足利市）
  - 3月14日 - 徳島雑居ビル放火事件（徳島市）
  - 11月29日 - 舞洲日立物流倉庫放火事件（大阪市此花区）
  - 12月17日 - 北新地ビル放火殺人事件（大阪市北区、死者25名、負傷者3人）
- 2022年
  - 2月1日 - クリーンパーク茂原火災（宇都宮市）
  - 2月11日 - 三幸製菓荒川工場火災（新潟県村上市、死者6人）
  - 6月13日 - 草加市建材店放火事件（埼玉県草加市）
- 2023年
  - 1月22日 - 神戸市兵庫区アパート火災（兵庫県神戸市兵庫区、死者4人）
  - 3月7日 - 大阪市都島区マンション火災
  - 7月3日 - 新橋ビル爆発事故（東京都港区）
  - 9月5日 - 山陽自動車道尼子山トンネル車両火災（兵庫県相生市）
- 2024年
  - 1月1日 - 能登半島地震に伴う大規模火災（石川県輪島市）
  - 1月3日 - 鳥町食道街火災（福岡県北九州市小倉北区）
- 2025年
  - 2月26日 - 大船渡市山林火災（岩手県大船渡市）
  - 8月18日 - 道頓堀ビル火災（大阪府大阪市中央区）

## 各地の火災

### アメリカ

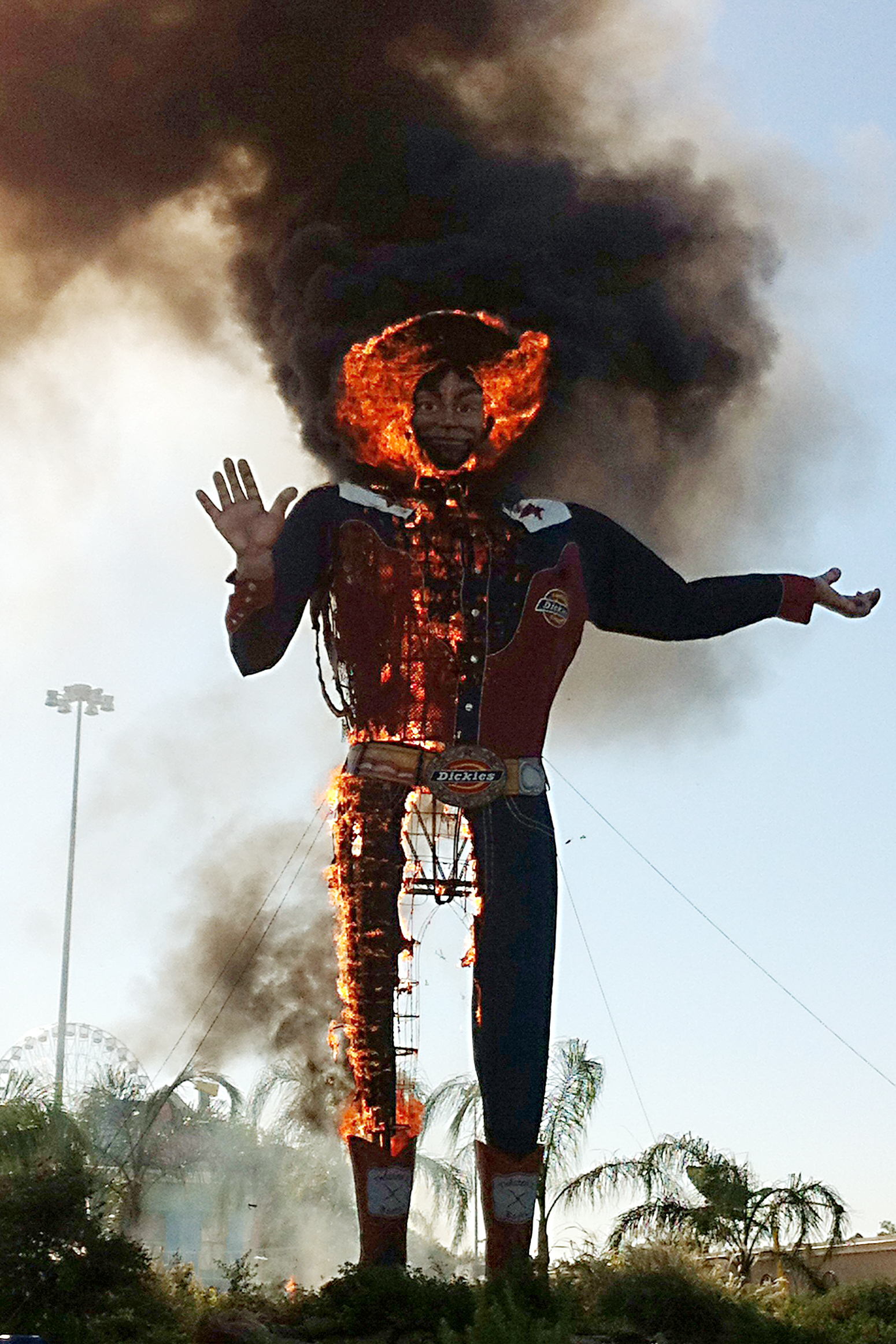
テキサス州での火事

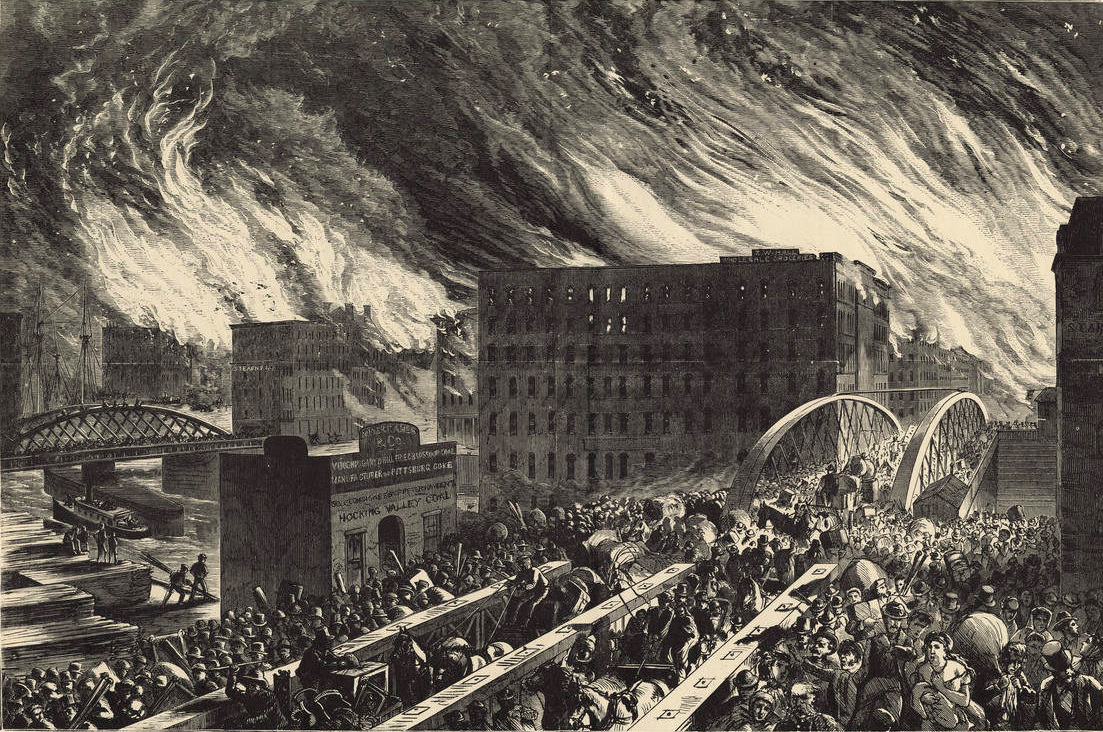
ハーパーズ・ウィークリーに掲載されたジョン・R・チェーピンの描くシカゴ大火

17世紀前期のアメリカ合衆国では木造建築が多く、暖房と調理に暖炉、照明に蝋燭や石油ランプが用いられるようになっていたが火災が続発し、特に17世紀中頃のボストンでの大規模火災を機に常設の消防が組織されるようになった。アメリカ合衆国では1979年に連邦危機管理庁が設置され、同庁の連邦消防局が消防行政を所管することになった。
- 1814年8月24日 - ワシントン焼き討ち
- 1871年10月8日 - シカゴ大火
- 1906年4月18日 - サンフランシスコ地震
- 1962年5月〜 - セントラリアの坑内火災
- 2001年9月11日 - アメリカ同時多発テロによるワールドトレードセンターの火災
- 2020年カリフォルニア州の大規模山火事（2020 California wildfires）
- 2023年8月8日〜11日 - ハワイ・マウイ島山火事

### イギリス

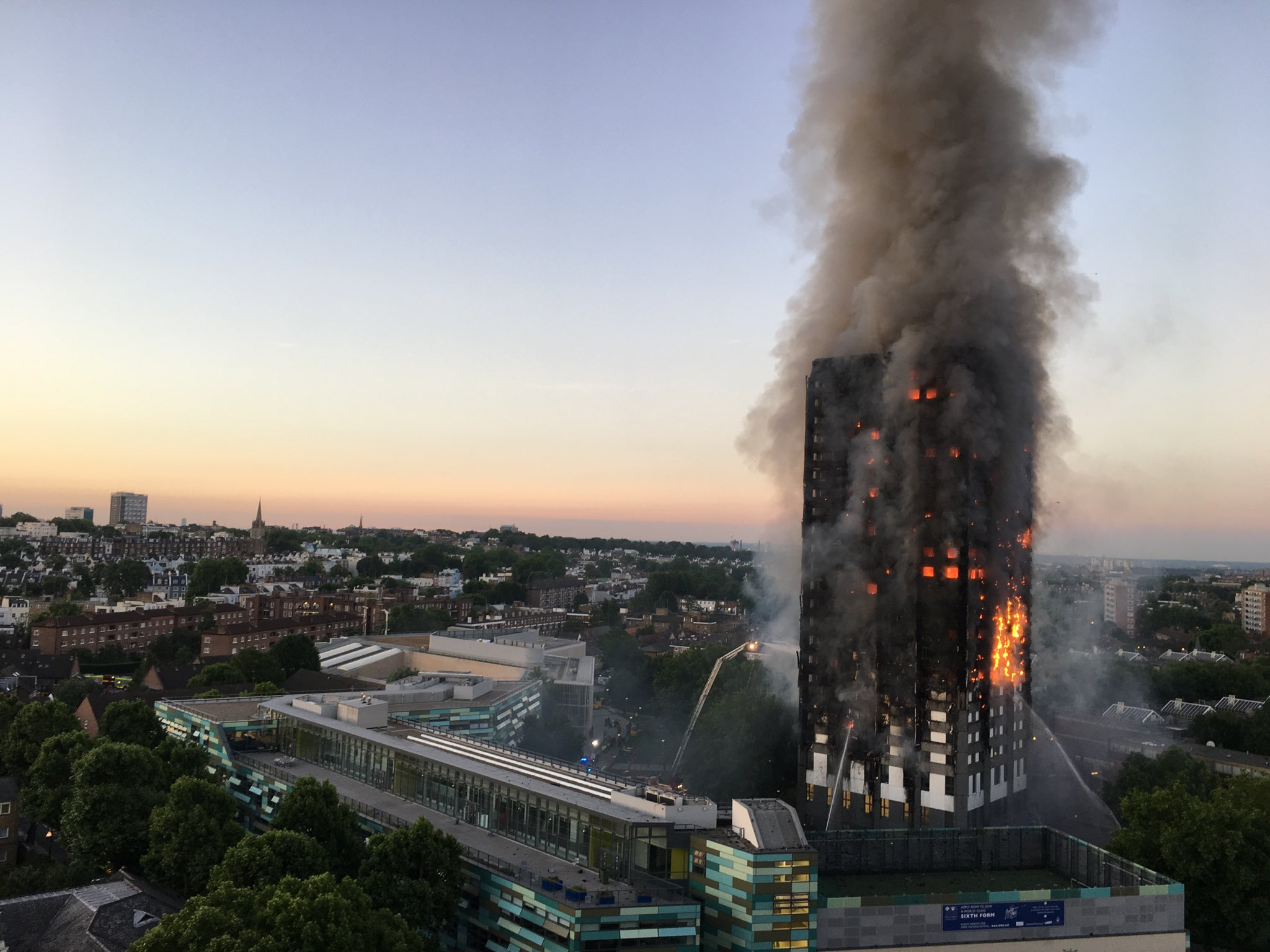
グレンフェルタワー火災。死者70人

2007年度の火災出動は804,100回で、うち384,600回が実際の火災であった。その76%が車両火災や草原火災などの戸外火災で、14%が住宅火災であった。
- 1666年9月1日 - ロンドン大火
- 1918年2月26日 - ハッピーバレー競馬場火災(イギリス領香港)
- 1985年5月11日 - ブラッドフォード・サッカー場火災
- 1992年11月20日 - ウィンザー城火災
- 2017年6月14日 - グレンフェル・タワー火災

### イタリア
- 64年7月19日 - ローマ大火

### 韓国
韓国では1958年に消防法が制定されるなど自然災害と人為災害に関する個別法が整備された。災害関連の個別法は1990年代後半に自然災害対策法と災難管理法に統合され、2004年には災難及び安全管理基本法が成立した。
- 1971年12月25日 - 大然閣ホテル火災（韓国ソウル市）
- 2003年2月18日 - 大邱地下鉄放火事件
- 2009年11月14日 - 釜山射撃場火災

### 中国

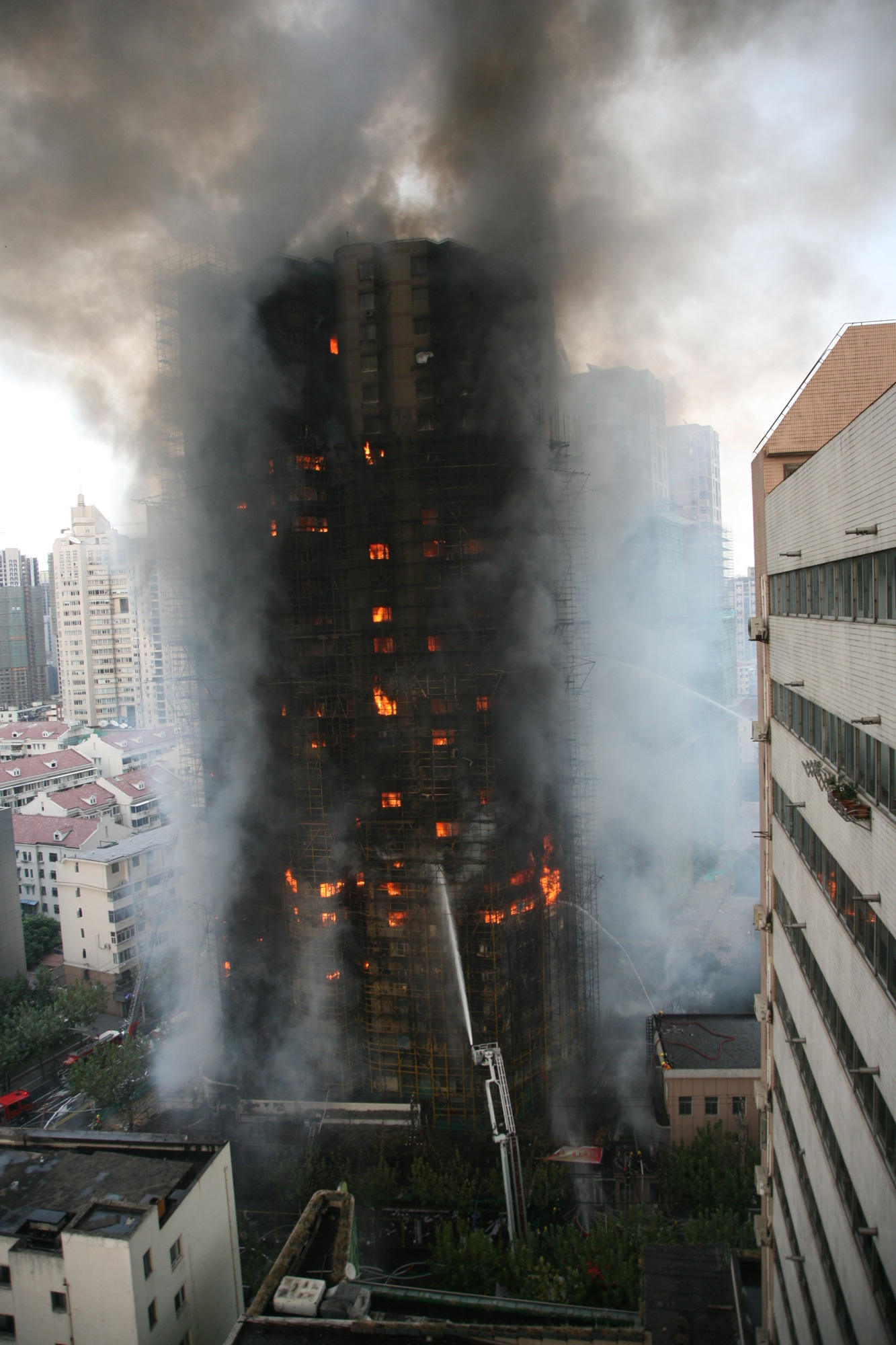
上海のマンション火災。死者58人、行方不明者56人

中国における火災による年平均損失は、急速な工業化に伴い、1950年代には約0.6億元だったが、1960年代には約1.4億元、1970年代には2.4億元、1980年代には約3.2億元、1990年代には約10.6億元となり、2010年代前半には約15.5億元にまで達した。2011年度の火災発生件数は125,417件であった。
- 1874年〜2004年 - 新疆ウイグル自治区のリュウファンゴウ炭鉱（硫黄溝炭田）の火災。130年間燃え続けた
- 1938年11月13日 - 長沙大火
- 2009年2月9日 - 中央電視台電視文化センター火災
- 2010年11月15日 - 2010年上海マンション火災
- 2015年8月12日 - 2015年天津浜海新区倉庫爆発事故

### ドイツ
2006年の消防隊の出動件数は3,564,191回で、うち火災及び爆発による出動は187,604回であった。出動件数3,564,191回のうち、63.2%が常備消防隊、32.8%が義勇消防隊、4.0%が事業所消防隊の出動であった。
- 1842年5月5日〜8日 - ハンブルク大火

### フランス
2008年の消防の出動件数は402万7900回で、大半は救急救助出動であり、火災出動は31万2100回 (8%) であった。2008年の火災による消防出動の割合は、住居火災が28%、乗り物火災が20%、公道上火災が17%、林野等火災が15%であった。
- 1903年8月10日 - パリメトロ火災
- 2019年4月15日 - ノートルダム大聖堂の火災

### その他
- 1917年12月6日 - ハリファックス大爆発
- 1974年2月1日 - ジョエルマビル火災
- 1987年12月20日 - ドニャ・パス号火災沈没事故
- 2007年6月28日〜9月3日 - 2007年ギリシャ山林火災

## 慣用句
- 地震、雷、火事、親父 - 怖いものの代表とされたもの。
- 火事場の馬鹿力 - 命に関わる緊急事態に際して、行為者本人も驚くような、限界を超えた力が発揮されること。また、その現象。
- サンマ焼いても家焼くな - 防火を呼びかける慣用句。
- 竹屋の火事 - たくさん置かれた竹が燃えるとはじけてポンポン鳴ることから、言いたい事をポンポン言うこと。
- 対岸の火事、隔岸観火 - 自分には災害が及ばないと、苦痛を感じないこと、親身に思わないこと。
- 星火燎原 - 小さな火元でも放っておくと野原を焼き尽くすほどに広がる。
- 焦眉の急、燃眉之急、眉に火が点く - 眉毛が焦げるほど、火災や問題が目前に迫っていること、直ぐに対応しなければならないこと。

## 迷信、俗信、宗教における火災

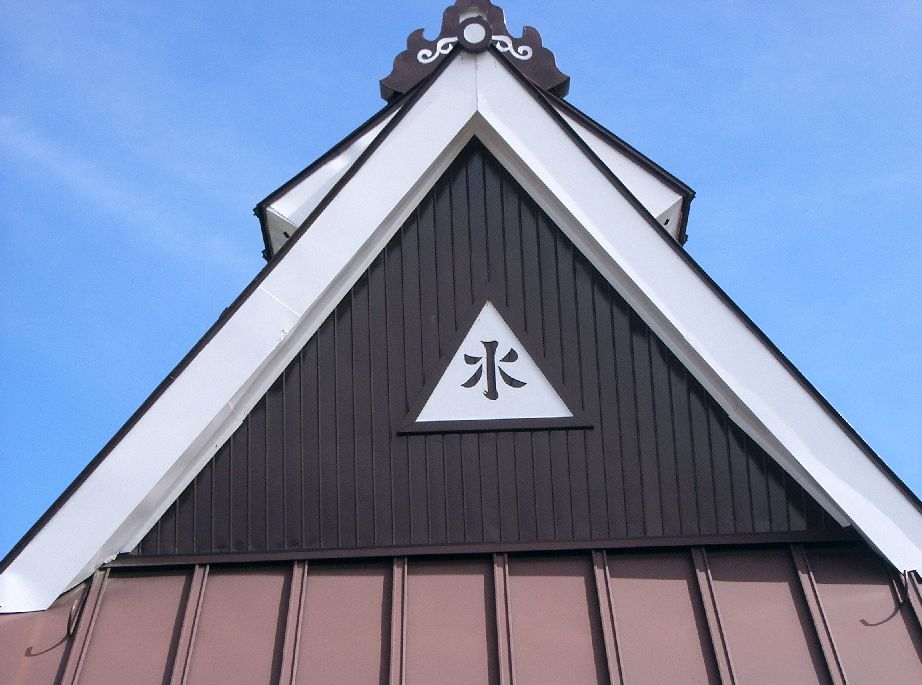
「水」と書かれた火災よけのまじない

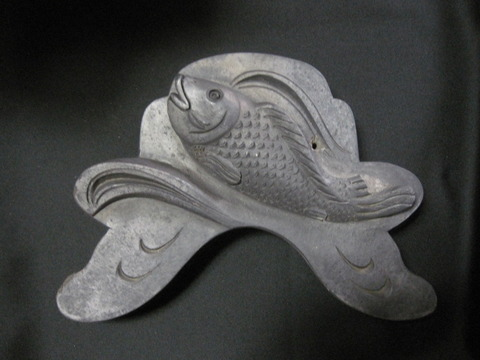
火事にならないようにと鯉を配した鬼瓦

- 妊娠中に火事を見ると、赤い痣のある子供が生まれるとされる。
- 建物の屋根や壁に「水」と書いておく、または、水に関連した魚、巴などを飾りとしておくと火災にならないとされる。日本の城の鯱もそのひとつ。逆に日本の木造建物には火を連想させる装飾は少ない。
- 火除けの札として、京都の愛宕神社のものなど。
- ヒガンバナの花を持って帰ると火事になると言われる。花の色形が炎のように見えることから。
- 仏教では火災は生きとし生けるものの瞋恚が原因で発生するものであると説いている。
- 家送り ‐ アイヌでは死者のために、あの世で住むための家を送るために家を燃やす儀式が行われた[78]。
- Burned house horizon（英語版） - 新石器時代の南東ヨーロッパと東ヨーロッパに行われていた廃絶儀礼の痕跡。故意に定期的に家が焼かれており、伝染病患者からの伝染を防止するために行われたなどの説がある。
- 宮畑遺跡、御所野遺跡 - 火災住宅が多数発見されており、内部で儀式が執り行われたあとに故意に燃やされている様子から家送りに似た廃絶儀式が行われていたとみられる[79]。